# 大丸
大丸（だいまる、DAIMARU）は、J.フロント リテイリンググループの大丸松坂屋百貨店が運営する日本の百貨店である。
また、株式会社大丸（英: The Daimaru, Inc.）は、2010年2月28日までこれを運営していた企業である。

## 概要

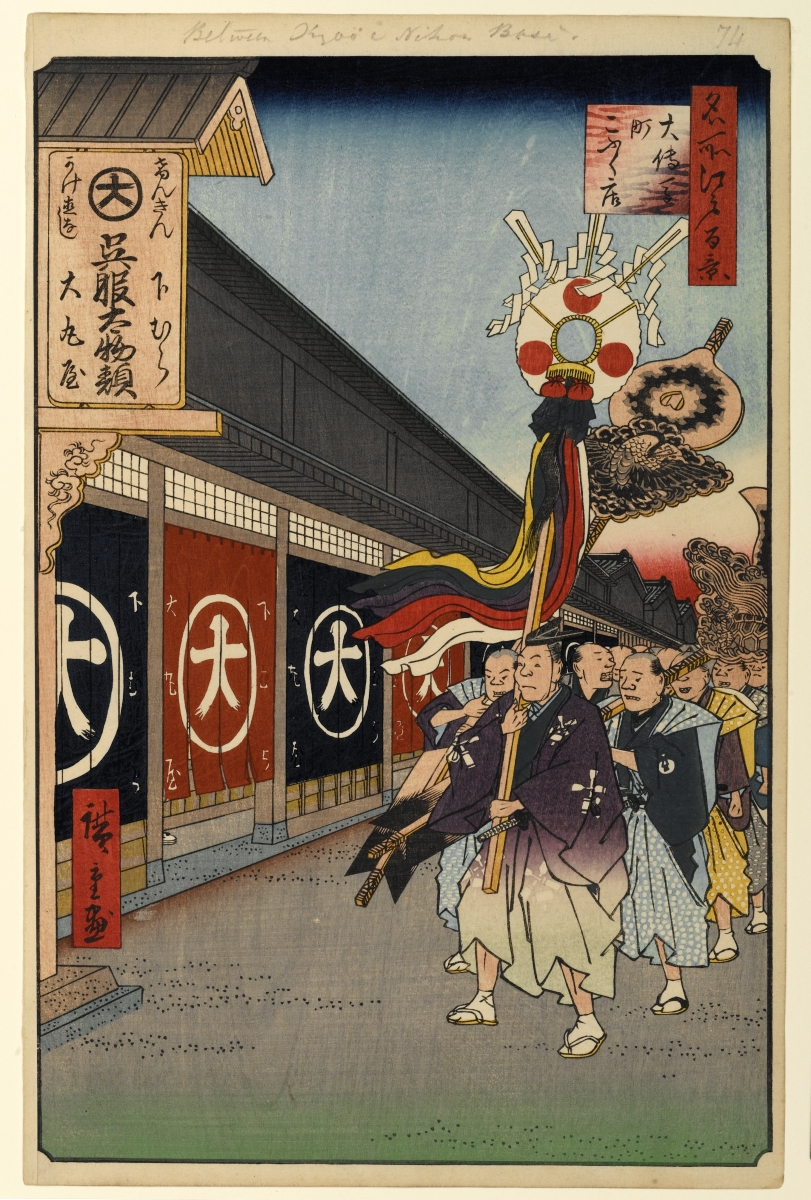
歌川広重『名所江戸百景』より「大伝馬町呉服店」。店の前を棟梁送りが行く。

京都発祥の老舗百貨店で呉服店を起源とする。大阪（心斎橋・梅田）・京都・神戸・東京・札幌に主力店舗を構えており、心斎橋店が本店にあたる。主力店舗はいずれも高い売上を誇り、この6店舗で単体の91%の売り上げを占める。特に本店の心斎橋店と、神戸店は高級百貨店として近畿地方において高いブランド力を誇る。また、大手百貨店では唯一京阪神を網羅している。
1717年（享保2年）に下村彦右衛門正啓が現在の京都市伏見区京町北8丁目77に呉服店「大文字屋」を開業し、呉服商を出発点として両替商を兼営していた。1726年に大坂心斎橋筋に進出。1728年に名古屋本町に名古屋店を開き「大丸屋」と称した（のち閉鎖）。幕末には髙島屋に対抗して幕府側についた。
1908年11月、個人商店「大丸呉服店」を株式合資会社に転換。その際に下村家当主であった第11代下村正太郎が早稲田大学商科出身だった縁から、銀行家杉山義雄を専務理事として迎え入れ改革に乗り出した。杉山は専務理事就任時に資本金50万円のうち3万円を出資し、従業員や別家が20万円を出資していたが、約40軒の別家は旧態依然としていたところに杉山が急激な改革を実施。これが古手の店員や別家の反感を買い、さらに不況と重なったことから杉山は退任に追い込まれる。
その後、1910年に東京信託会社の岩崎一が改革案を作成し、ついで大隈重信の斡旋により、日本生命社長の片岡直温が改革に乗り出す。同年秋には東京・名古屋の両店を閉店する一方で、京都・大阪・神戸店を拡張して再建に乗り出した。下村家も秘蔵の書画骨董を売却して約30万円を調達して資力を増強、1911年1月22日に別宅会を解散して積立金を割り戻す決定をした。1914年には大阪店が不渡り手形を出して京阪2店が休業するなど、呉服店から百貨店への転換過程では問題が続発したが、幾度もの困難を乗り越え、1928年に大丸と改称して近代化に成功した。
高度成長期は三越（現：三越伊勢丹ホールディングス、同社傘下の三越伊勢丹ほか）と並び「西の横綱」と呼ばれた。しかし、梅田店出店に関する三菱銀行からの借入金など1000億円もの有利子負債を抱え、経営が一時悪化した。1990年ごろには梅田店や東京店の黒字転換が実現し、神戸店の周辺開発を進めたものの、バブル崩壊後に再度業績は低迷。奥田務が社長就任後、他の百貨店よりも一足早く1998年より事業構造改革に乗り出し、国内不採算店舗の閉鎖や海外店舗の全面撤退、人員削減に取り組んだ。一方で2003年には札幌店を開店し軌道に乗せている。結果として改革は成功し、収益力を業界首位級に押し上げた。
なお店名の呼称については、通常「〜てん」と案内されるが、近畿圏の各店舗に関しては以前から「〜みせ」と案内されるのが通例である。直営店では、札幌店・東京店は「〜てん」、心斎橋店・京都店・神戸店・梅田店が「〜みせ」と呼ばれている。近畿圏でも同業他店舗は公式には「〜てん」を使っているところがほとんどで、「〜みせ」の呼称は珍しい。ただし阪急百貨店は本店・メンズ館・食品館を除いてすべて「〜阪急」の呼び方に統一しているほか、髙島屋では一部社員が非公式ながら「〜みせ」を使っている。
名物は、餡入りカステラ饅頭に「大」の焼印が押された「大丸饅頭」であった。元々は神戸店で販売していたが、1995年の阪神・淡路大震災で製造機械が壊れて販売中止となった。その後、震災後10年を記念して2005年に1週間だけ再現された。大丸梅田店のほか、博多大丸福岡天神店でも販売していたが、2022年に梅田店でも販売を終えた。
2007年9月3日、東海地方を拠点とする松坂屋との経営統合を発表。共同持株会社「J.フロント リテイリング株式会社」（JFR）を設立した。2010年3月1日に松坂屋を存続会社とする合併を行い「株式会社大丸松坂屋百貨店」が発足した。これに伴い法人としての株式会社大丸は解散している。

## 沿革

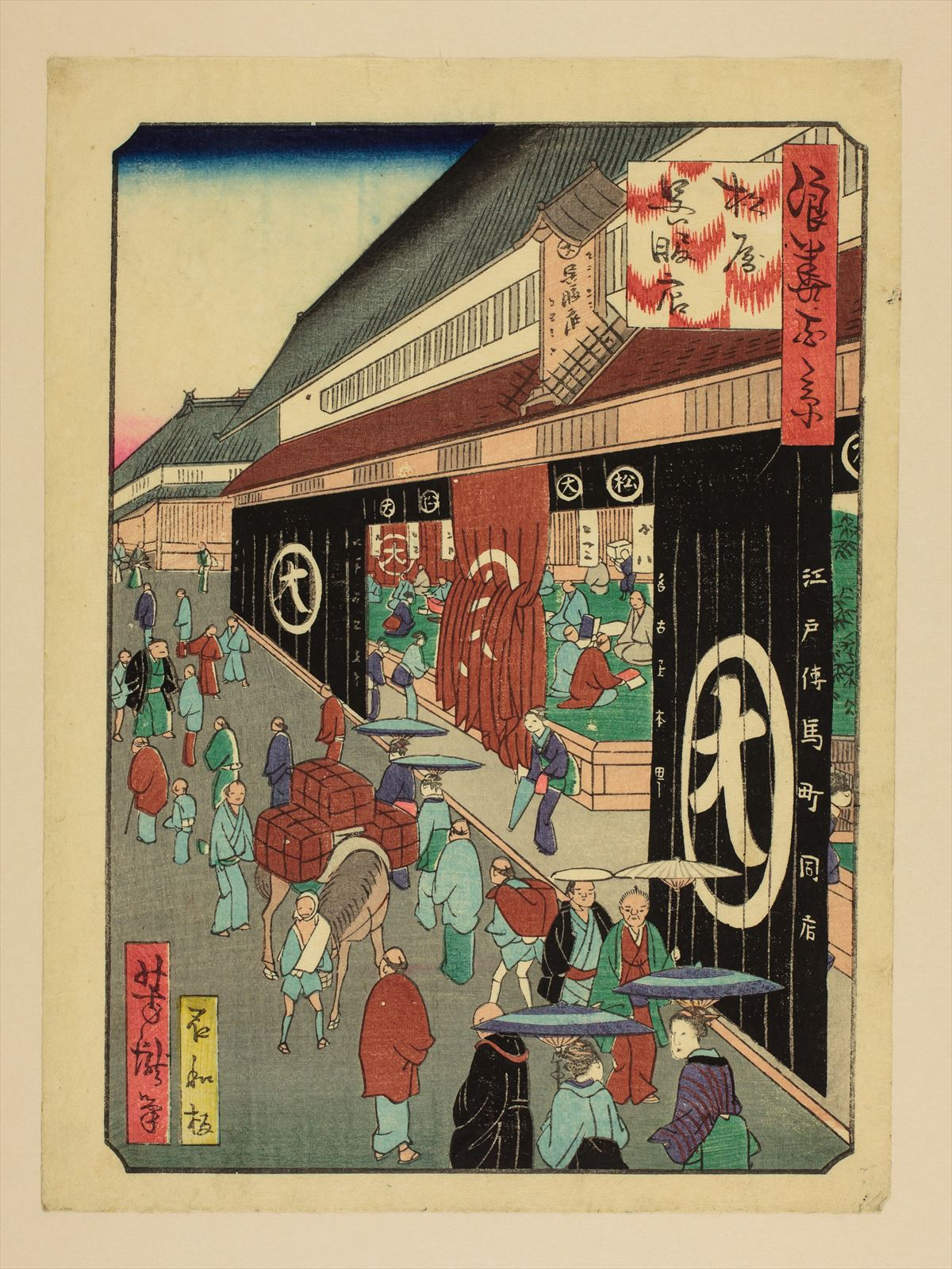
『浪花百景』より「松屋呉服店」。大阪店の屋号が「松屋」なのは、つぶれかけていた名跡を譲り受けての開店だったため。

- 1717年（享保2年） - 下村彦右衛門正啓、京都伏見の生家に古着商「大文字屋」開業（大丸創業）。
- 1726年（享保11年） - 大坂木挽町北之丁に大坂店（おおさかだな）「松屋」を開店、現金正札販売を始める（現：心斎橋店所在地）。
- 1728年（享保13年） - 名古屋本町四丁目に名古屋店（なごやだな）を開店、初めて「大丸屋」を称する。
- 1736年（元文元年） - 京都・東洞院船屋町に大丸総本店「大文字屋」開店。経営理念を「先義後利」と定める。
- 1743年（寛保3年） - 江戸日本橋大伝馬町三丁目に江戸店（えどだな）開店。
- 1748年 (寛延元年) 5月15日 - 創業者の下村彦右衛門正啓が逝去。
- 1895年 (明治28年) 10月15日 - 3日間大売出し。20円以上買上げ客2000人余に食事を出し、話題になる[2]。
- 1907年（明治40年）12月 - 資本金50万円で「株式合資会社大丸呉服店」を設立。本店は東京市日本橋区通旅籠町。
- 1910年（明治43年） - 本店を東京市から京都市へ移転。東京店、名古屋店を閉店。
- 1912年（明治45年） - デパート形式「京都大丸」開店（現：京都店所在地）。鉄筋木造3階建て。
- 1913年（大正2年） - 神戸・元町に神戸支店開業。商標マークを改め登録。女子販売員を採用。
- 1914年（大正3年） - 本店を京都市から大阪市へ移転。京都店を「合資会社大丸呉服店」として分離独立。
- 1920年（大正9年）4月16日 - 資本金1,200万円で「株式会社大丸呉服店」を設立。本店は大阪市南区心斎橋筋。
- 1925年（大正14年） - 定款の営業目的を「百貨陳列販売業他」に変更。
- 1927年（昭和2年） - 神戸店が明石町（現在地）に移転。
- 1928年（昭和3年）
  - 6月1日 - 「株式会社大丸呉服店」を「株式会社大丸」に商号変更。
  - 12月1日 - 「合資会社大丸呉服店」を「株式会社京都大丸」に商号変更。
- 1931年（昭和6年）7月1日 - 「株式会社大丸」が「株式会社京都大丸」を吸収合併し、京都店とする。
- 1947年（昭和22年） - 高知大丸開店。
- 1949年（昭和24年） - 鳥取大丸を関係百貨店とする。
- 1949年（昭和24年） - 大丸ドレスメーカー女学院（現：ディーズファッション専門学校）を京都店6階に開校。
- 1950年（昭和25年） - 下関大丸開店。
- 1951年（昭和26年） - 別子大丸を関係百貨店とする。
- 1953年（昭和28年） - 博多大丸開店。文化服装学院がフランスからクリスチャン・ディオールを招き大阪でもファッションショーを開催したことをきっかけに、ディオールと独占契約（1964年まで）。
- 1954年（昭和29年） - 東京駅八重洲口に東京店開店。初日に20万人が来店。日本初のパートタイマー制を導入。
- 1959年（昭和34年） - オリジナル紳士服「トロージャン」誕生。
- 1960年（昭和35年） - スーパーマーケット業態のピーコック産業株式会社（現：イオンマーケット）を設立。
- 1961年（昭和36年） - 日本の小売業界で売上ナンバー1を達成（1960年下期から1968年下期まで連続）。
- 1964年（昭和39年） - ジバンシィと独占契約。
- 1968年（昭和43年） - 発送代行業務の子会社「大興運輸株式会社」設立。

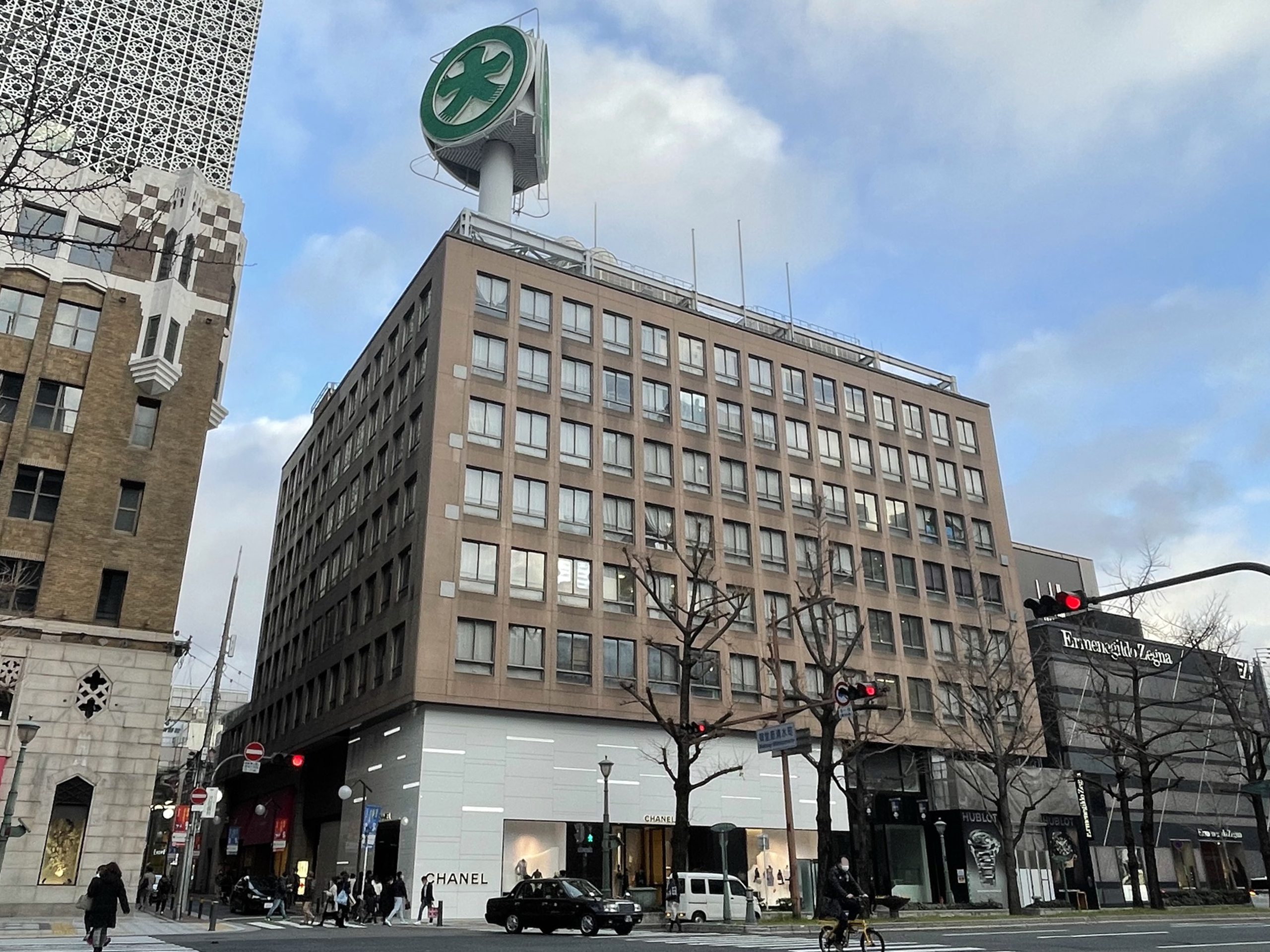
大丸心斎橋店南館（2021年撮影）

- 1971年（昭和46年） - 町田店開店。和歌山店開店。米子大丸を関係百貨店とする。
- 1972年（昭和47年） - 松坂屋と共同配送開始。
- 1974年（昭和49年） - 今治大丸を関係百貨店とする。
- 1975年（昭和50年） - 別子大丸を新居浜大丸へ社名変更。
- 1976年（昭和51年） - デパート業界初の商品のデメリット表示を実施。
- 1977年（昭和52年） - 新長田店開店。
- 1980年（昭和55年） 
  - 3月1日 - 須磨店と芦屋店が開店。
  - - 町田店を町田大丸へ分社化。
- 1983年（昭和58年） 
  - 3月1日 - CISを導入、新しいマークを制定。
  - 4月27日 - 梅田店開店。
  - - ホームショッピング事業部（現：大丸ホームショッピング）新設。
- 1984年（昭和59年） - クレジット事業部（現：JFRカード）新設。
- 1987年（昭和62年） - 神戸店周辺店舗1号店（現：旧居留地38番館）開店。米子大丸閉店。
- 1988年（昭和63年） - 株式会社大丸クレジットサービス、株式会社大丸ホームショッピング、株式会社大丸情報センターを設立。長崎大丸開店。
- 1990年（平成2年） - 株式会社大丸友の会を設立。
- 1992年（平成4年） - 大興運輸株式会社が株式会社アソシアに商号変更。
- 1993年（平成5年） - 大阪・ミナミのアメリカ村にビッグ・ステップをオープン。

- 1995年（平成7年）

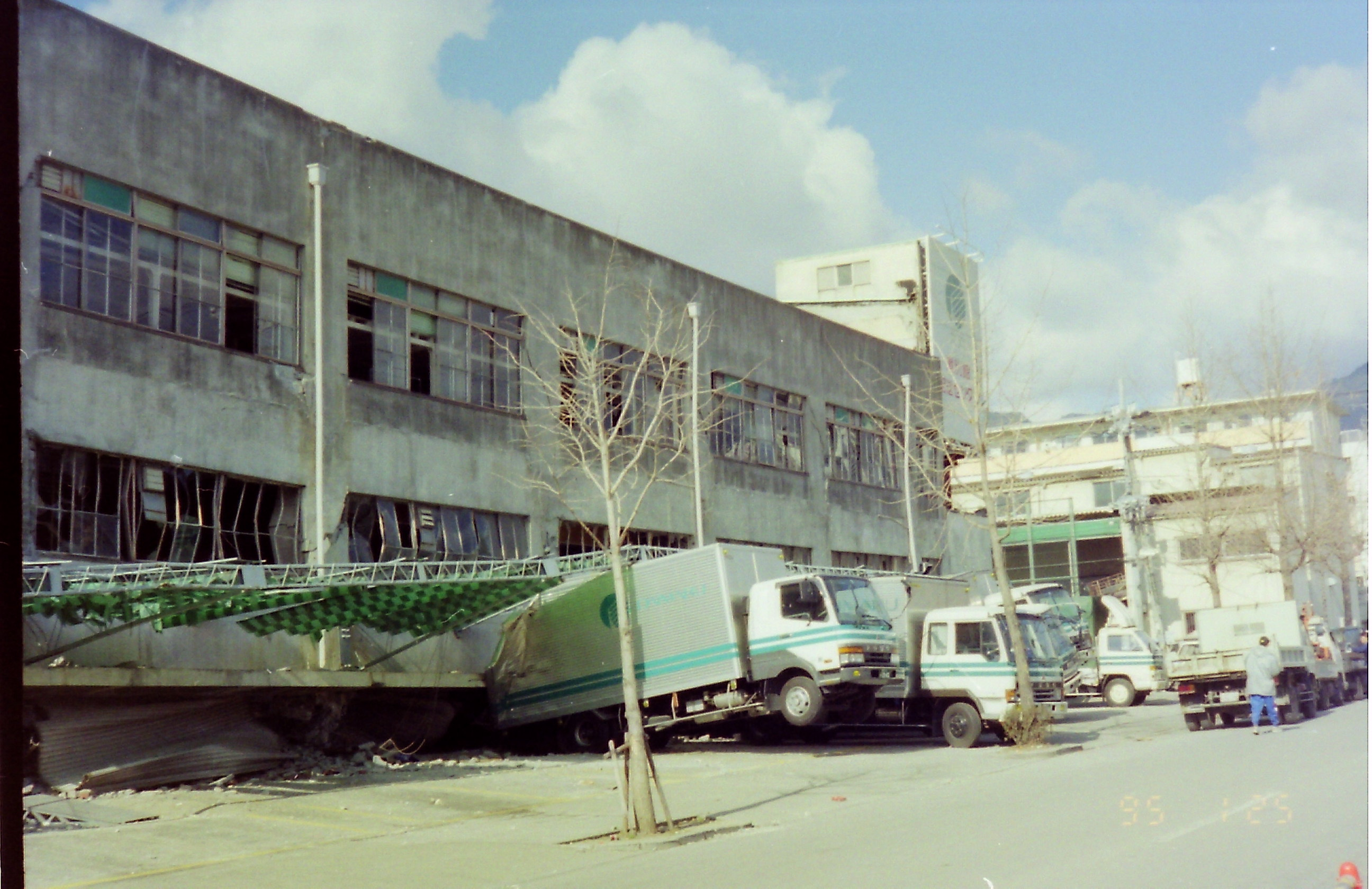
神戸市灘区内にあった神戸配送センターの、１階部分が完全に押し潰された。この崩壊で配送積み込みのために駐車中のトラックの後部を、一階部分の張り出した屋根のひさし部分が直撃して跳ね上がっている。（1995年1月25日、撮影）

  - 1月17日 - 阪神・淡路大震災で神戸店が被災。
  - 明石市への出店を断念。
- 1997年（平成9年）- 神戸店が復興グランドオープン。
- 1998年（平成10年） - 和歌山店閉店。
- 2000年（平成12年） - 町田大丸閉店。
- 2001年（平成13年） - 新居浜大丸閉店。
- 2003年（平成15年） - 札幌店開店。
- 2005年（平成17年） - 大丸Dカードを発行。
- 2006年（平成18年） - アソシア株を日本郵政公社へ譲渡、株式会社JPロジサービスへ商号変更。
- 2007年（平成19年）
  - 9月3日 - 株式会社松坂屋と経営統合。持株会社「J.フロント リテイリング株式会社」を設立。
  - 京都店「日本生命四条ビル」「京都ダイヤビル」に周辺店舗をオープン。
  - 神戸店「NTT西日本神戸ビル」「ブロック44（神戸御幸ビル）」に周辺店舗をオープン。
- 2008年（平成20年） - 今治大丸閉店。
- 2010年（平成22年）3月1日 - 株式会社松坂屋と合併し、新会社「株式会社大丸松坂屋百貨店」発足。存続会社は松坂屋で、法人としての大丸は解散。
- 2020年（令和2年）3月1日 - 株式会社下関大丸を吸収合併し、下関大丸を直営店化。店名を大丸下関店に改称[3]。
- 2025年7月30日 - ショッピングバッグと包装紙のデザインを35年ぶりに刷新[4]。

## 歴代社長
大丸呉服店社長
- 11代 下村正太郎：1907年 - 1928年

大丸社長
- 11代 下村正太郎：1928年 - 1941年
- 里見純吉：1941年 - 1950年
- 北沢敬二郎：1950年 - 1963年
- 井狩彌治郎：1963年 - 1984年
- 12代 下村正太郎：1984年 - 1997年
- 奥田務：1997年 - 2003年
- 山本良一：2003年 - 2010年

## 創業者 下村彦右衛門正啓
1688年（元禄元年）、京都伏見京町北八丁目に生まれる。1748年 (寛延元年) 5月15日没。
父・下村三郎兵衛兼誠は摂津国茨木の武将中川氏の家臣の子孫で、大坂の陣の後で商人になった。正啓はその第五子で三男として後継ぎとなり、19歳の時に父祖の古着屋「大文字屋」を継いで行商を始めた。30歳で京都伏見に小店舗を開いたのち、八文字屋甚右衛門と共同出資で心斎橋筋に「下村松屋」を開店、名古屋店から「大丸」を名乗り、1731年から単独経営となった。律儀で誠実な性格で、「現金正札販売」をモットーに豪商となっても先義後利の人であったことから、大塩平八郎の乱の際にも義商であるとして襲撃を免れたと言われる。 
背が低く頭が大きく、耳たぶが垂れ下がった風貌で、人情に厚く商売を成功させたことから、「福助人形伝説」の一人として伝えられるようになった。

## 経営理念「先義後利」
創業者の下村彦右衛門正啓が、1736年（元文元年）、大丸総本店「大文字屋」開店時に定めた経営理念。
先義（而）後利（者栄）＝義を先にして利を後にする者は栄える。
「義」とは「商売における正しい道」「公共のために尽くす気持ち」を意味し、「顧客第一主義に徹すれば、利益は自ずからついてくる」という考え方に徹した。
下村は毎年冬になると施餓鬼（せがき）として、貧しい者に食べ物や古着や金銭を施し、人の集まる寺社に大丸マークつきの灯籠や手ぬぐいを大量に寄付するなど、今で言うボランティア活動を行って利益を社会還元していた。
このため1837年（天保8年）の大塩平八郎の乱では、百姓一揆により利を優先させた富豪や大商人はことごとく焼き討ちに遭っていたのに対し、「大丸は義商なり、犯すなかれ」と部下に命じていたため、焼き討ちを免れたと伝えられている。
この精神は、現在も大丸の企業理念として継承されている。

## 商標大丸マーク
創業時の「大文字屋」の名は、京都五山の送り火の「大文字」にちなんで付けられた。名古屋進出にあたり「丸」の中に「大」の字をあしらった商標を使い始め、広く一般に「大丸」と呼ばれるようになった。「丸」は宇宙を表し、「大」の文字は「一」と「人」を組み合わせて成り立っていることから、「天下一の商人になろう」という志を示した。
江戸進出に際しては、このマークを染め抜いた萌黄地の風呂敷を大量に作り商品を包んで運んだ。その風呂敷が派手で非常に目立つものだったため、江戸っ子の間で話題となり、開店前から多くの人に認知されるようになった。風呂敷自体が江戸前期には銭湯に行くときにすら使われていなかったのにもかかわらず、大流行することになった。
大丸屋江戸店での風呂敷の売上は、1750年（寛延3年）には14,500枚だったが、1828年（文政11年）には60,670枚と4倍に増加。商人ばかりでなく、一般庶民が品物を運ぶ際に使う当たり前の道具として定着することになった。かくして大丸屋は、越後屋（現：三越）、白木屋（現：東急百貨店）と並ぶ江戸三大呉服店と称されるまでになったのだった。
1913年（大正2年）に類似商標と区別するため、おめでたい「七五三」にちなんで「一」の左端に3本、「人」の字の下端左に5本、右に7本のひげをつける改定を行って登録、以来70年に渡って親しまれた。

1983年のCIによりシンボルマークは「孔雀（ピーコック）」をデザイン化したものに変更され、現在に至っている。ただし正式な社章は現在も「七五三ひげの大丸」で、呉服の包装・一部店舗（心斎橋店・南館屋上や下関店など）の外装にも残されている。大丸饅頭にも社章の焼印がされていた。

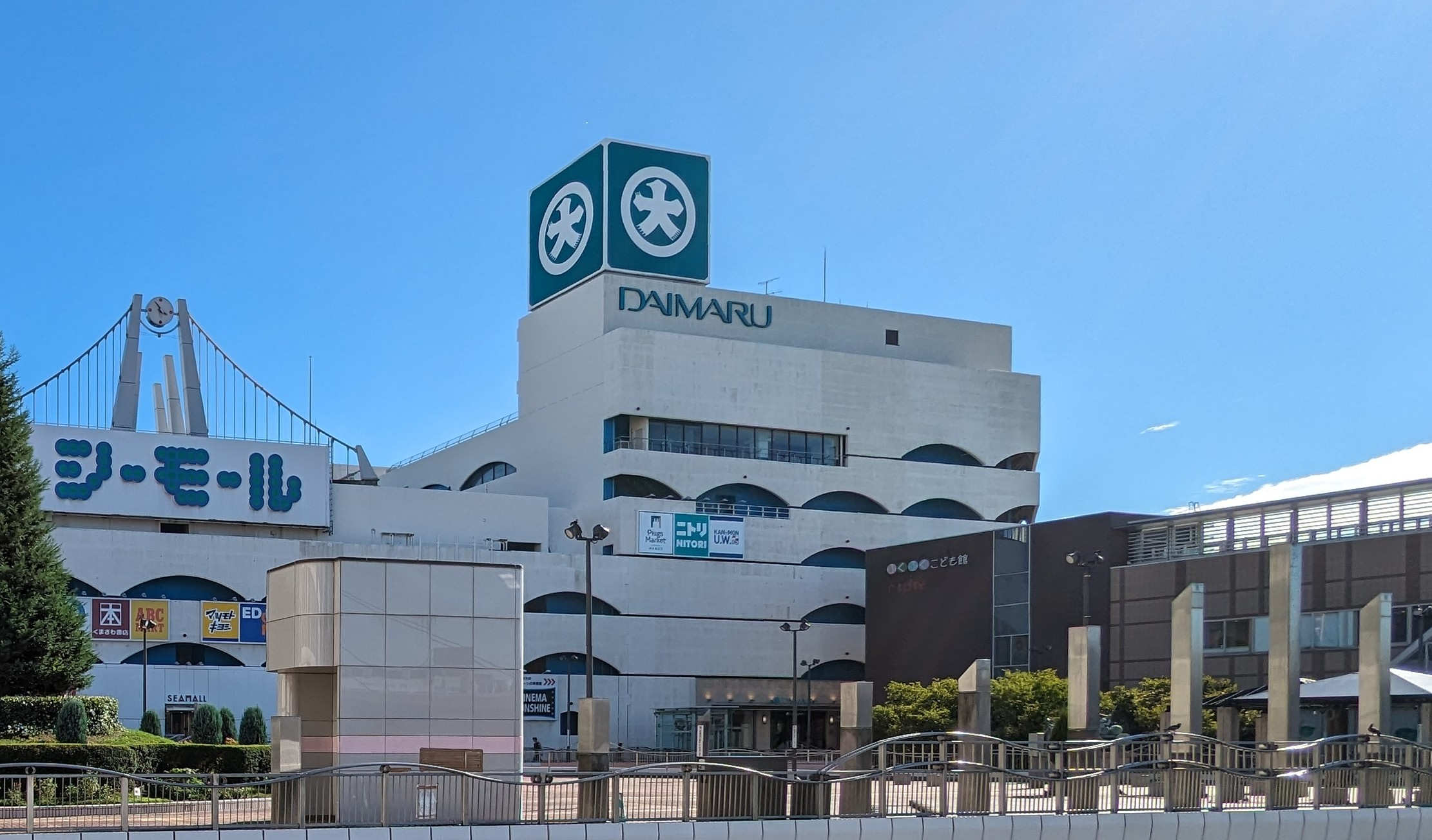
「七五三ひげの大丸」を掲げる大丸下関店（2023年9月）

2010年3月の大丸松坂屋百貨店の発足後は、各店の正面入口脇の店名の銘板の表示も、「丸に大」のマークと「大丸 創業1717年」と記されるようになった。ちなみにそれ以前の銘板は、上部に「丸に大」のマークが孔雀の羽で縁取られ、その下に「株式会社大丸 The Daimaru, Inc. 」と記されたものであった。特に心斎橋店のものは「創業1717年」の文言が当初から記されていた。なお、梅田店の正面入口の銘板は孔雀をモチーフとしたCIマークに「DAIMARU UMEDA」と記されたものであったが、2011年4月19日の増床グランドオープンに合わせ「丸に大」のマークのものに変更された。

## 日本国外ブランドの独占契約・プライベートブランドの開発
大丸は積極進取の側面もあり、早くから日本国外ブランドとのライセンス契約や、プライベートブランドの開発も行ってきた。ただし、新・百貨店モデルへの移行により、プライベートブランドはほぼ廃止されている。

### クリスチャン・ディオール
1953年秋、大丸はクリスチャン・ディオールと独占契約を結び、ライセンスによる国内生産を始めた。そのお披露目として、大阪は新大阪ホテル、京都は都ホテル、神戸はオリエンタルホテルでファッションショーも開催している。店内には「ディオール・サロン」を開設、輸入されたディオールの型紙を使用し、自社でオーダーメイド服の縫製を行った。これは日本初の海外デザイナーとの提携となり（従来は外資法により禁じられていた）、他の百貨店も追従したばかりではなく、アパレル業界全体に広がっていった。これに先立って、1949年6月にドレスメーカー女学院教授の礒村春を院長に迎え、その洋裁教育を伝搬すべく、大丸ドレスメーカー女学院（のちのディーズファッション専門学校。2020年閉校）を京都店6階の一角に開校。1959年7月末には、東京店のデザイナー上原愛がパリに渡り、ディオール社からパターン35種を持ち帰り、新しいシルエット"リーニュ・ソワサント"を提案している。
1963年、ディオールは大丸に代わって新たに鐘紡とライセンス契約を締結し、1992年には日本法人を設立した。1997年秋からは独自に店舗展開を始め、現在、大丸各店にはショップが入り、大丸以外の百貨店にも出店している。

### ジバンシィ
ディオールと入れ替わりに大丸は、1964年8月1日、ジバンシィと独占契約を結んだ。9月下旬には新大阪ホテル、毎日ホール、京都ホテル、光輪閣、日生劇場で第1回コレクション発表会が開かれている。1970年11月1日には各店に「ジバンシィ・ヌーベル・ブティック」が開設され、70年秋冬物から独占販売が始まった。ブティックで展開する商品は、ジバンシィ社製作のオリジナルとパターンによる複製品のプレタポルテを中心にアクセサリー、スカーフ、香水、セーターなど、オートクチュール作品を除いたすべてだった。ジバンシィはオードリー・ヘプバーン御用達ブランドで、長らく大丸の顔ともいうべきブランドだった。
1990年7月、ジバンシィジャポンが60%、大丸が40%出資して「ジバンシィ・ブティック」が設立され、ジバンシィ・ヌーベル・ブティックとアクセサリーの輸入販売が行われてきた。しかし、ジバンシィ・ブティックは2000年10月30日開催の臨時株主総会でジバンシィジャポンによる吸収合併を決議し、12月1日付でジバンシィ・ブティックは消滅した。このため、大丸との合弁契約は解約された。
独占契約の関係により、12代目下村正太郎は日産・ローレル ジバンシィバージョン（C31型）を保有しており、1983年にユベール・ド・ジバンシィとオードリー・ヘプバーンが大丸でのイベントのために来日した際には移動用車両として使われた。その後、長らく大丸ヴィラ（11代目下村正太郎の旧邸宅）にてナンバーがない状態で保管されていたが、2022年に日産自動車へ寄贈され、日産ヘリテージコレクション（旧・日産座間記念車車庫）に収蔵されている。

### トロージャン
「トロイの戦士」を意味する大丸の紳士服で、日本で最初のプライベートブランドである。1959年秋に販売が開始され、既製紳士服の先駆けとなった。十字屋との提携時代には、十字屋・清水屋でも取り扱いがあり、J.フロント リテイリング発足後は、松坂屋でも取り扱うようになった。
当時の日本には、既製服製造のための大規模な工場が少なく生産効率が低かった。このため既製服のサイズは「特大」「大」「中」「小」の4種類に限定されており、紳士服はテーラーで注文して作ることが一般的だった。大丸は「日本人の体型によりフィットする洋服」として開発すべくアメリカ既製服界に精通し、自らもテーラーを経営する在米50年の奈古済一（なこせいいち）を招聘し技術指導を要請した。最新鋭の20数種のプレスマシンなどの技術を導入し、アメリカ式の流れ作業のシステムで製造工程の合理化を行った。サイズの呼称も、「Y体」「A体」「AB体」「B体」など29種類を展開したのもトロージャンが初で、それが業界全体に広がることになった。日本人の前屈体型にフィットさせるため肩の形状も変更し、これに合わせて湾曲したハンガーも開発した。これも業界初の試みだった。発売時の価格は、ウール100%の生地を使用したスーツで13,000円からで、オーダースーツと変わらない価格水準で大成功を収めた。
1973年9月から、トロージャンは新たに洋品雑貨に加え、メンズトータルファッションブランドとして展開することになった。従来の紳士服、靴、洋傘はそのまま継続し、新たにワイシャツ、セーター、靴下、ネクタイ、マフラー、手袋、ベルトなどにトロージャンのブランド名を使用。男児服にはついては1972年から「リトル・トロージャン」として販売していたが、新たにセーターやワイシャツなどの洋品雑貨が加えられた。
1975年秋にはトロージャンのニューモデル「トロージャン・コンチネンタル」、1977年5月にはトロージャン「男性化粧品」も新たに販売を開始した。晩年にも「お台場仕立て、脇ざし、尻シック、キュプラ裏地」などワンランク上の仕様を採用するなど、進化を続けていた。しかし、2020年夏に突如取り扱いを終了した。
CMは、1966年にダーク・ダックス、1975年にはトロージャン・コンチネンタルの発売を機に、イメージキャラクターとしてイタリアの映画スター、ジュリアーノ・ジェンマと契約を結んだ。同年10月1日には『水曜ロードショー』（日本テレビ系）への提供をスタートし、ジェンマが出演するCMが流された。

### ジョン・ワイツ
1970年9月、メンズトータルファッション「ジョン・ワイツ」が大丸の京・阪・神・東京の4店と関係百貨店7店、トロージャンの提携販売店32社で一斉にデビューした。ジョン・ワイツは、スーツからワイシャツ、ネクタイ、靴下、靴に至るまでのアウターウェアを中心とするファッションブランドで、ジョン・ワイツによる米国発のトータルファッションで知られていた。大丸は帝人と共同でジョン・ワイツと契約、帝人がライセンシー、大丸がサブライセンシーとなって、両社共同のコントラクターグループを結成し、情報入手から生産までは帝人、販売を大丸が担当した。

## 店舗

### 直営店

#### 心斎橋店
大丸における本店である。北館（心斎橋パルコ）・本館・南館及び周辺の複数の路面店で構成される。大阪のメインストリートである御堂筋と、心斎橋の賑わいの中心である心斎橋筋商店街に面している。売上高は1,152億円（2024年3月 - 2025年2月）で、大阪府内・大阪市内ではあべのハルカス近鉄本店に次ぐ4番目である。長らく売上高では神戸店の方が多く、「大丸」ブランドでは2番目の売上高であったが、2023年度より上回り同ブランドでは最大の売上高を誇る店舗である（大丸松坂屋としては松坂屋名古屋店が最大）。

##### 沿革
- 1726年 大坂島之内の木挽町北之丁（現・中央区心斎橋筋一丁目）に大坂店「松屋」開店。
- 1867年 大坂地図「浪華名所独案内」に「大丸呉服店」として記載された。
- 1920年4月16日 「株式会社大丸呉服店」の「本店」に定めた。同年、失火により全焼[30]。
- 1922年再興のため店舗新築。第1期工事完成。設計はウィリアム・メレル・ヴォーリズ。
- 1925年9月 第2期工事竣工。中央玄関上部にテラコッタ（陶製）のピーコック（孔雀）が掲げられた。ピーコックはファッションのシンボルとして、以来大丸のシンボルとなった。
- 1933年 第3期工事が完成。アール・デコの重厚な近代建築を今も伝える建築物として、DOCOMOMO JAPAN選定 日本におけるモダン・ムーブメントの建築に選定されている。本館・南館の2館体制時の店舗面積は37,490m2だった。
- 1983年 梅田店の開店を控え、3月より大阪店から心斎橋店に改称。
- 2009年11月14日 隣接するそごう心斎橋本店が営業不振により閉店したため建物を買収。大丸の北館としたため77,000m2の最大規模の店舗となった。
- 2011年度下半期 ファッションデザイナー 小篠綾子の生涯を描いたNHK連続テレビ小説『カーネーション』が放送された。11月に主人公が「心斎橋百貨店」に制服を売り込みに行くエピソードがあったが、1932年当時心斎橋にあった百貨店はこの大丸心斎橋店だけである。その縁で、放送終了後の2012年4月25日-5月1日に期間限定で岸和田コシノショップが出店した[31]。また、娘コシノヒロコも同店は勿論、ほとんどの大丸にショップを出店している。
- 2015年12月30日 この日をもって、建て替えのため本館は一時閉館。以降、2019年9月15日まで北館と南館の2館体制で営業を継続。北館は、パルコにリニューアルするため同日限りで閉館した。
- 2019年9月20日 新本館リニューアルオープン。 売り場全体の65％は、定期賃貸借契約（定借）によるテナントで構成され、不動産事業であるファッションビルやショッピングモール形式と小売事業である百貨店のハイブリッド型に転換した。また、従来型の百貨店に比べてファッションフロアの比率を下げている。ポケモンセンターやジャンプショップ、コンビニのローソンなど、従来の百貨店においては異例のテナント構成となっている[32]。
- 2020年11月20日、本館リニューアル完成後にリニューアル工事に入っていた北館が、同じJ.フロント リテイリング傘下のファッションビル「心斎橋PARCO （パルコ）」としてオープン[33]。

#### 梅田店
1983年開店。大阪駅駅ビル（大阪ステーションシティ）サウスゲートビルディング（2011年3月16日「旧・アクティ大阪」より改称）地下2階から地上15階。
店舗面積は従来40,416m2だったものが、2011年3月から順次増床部分が開業した後、同年4月19日のグランドオープン時には既存部分と合わせて64,000m2となった。

「新百貨店モデル」の集大成として、ハンズやポケモンセンターオーサカ（2010年11月26日に先行して開店）など、大規模なテナントが出店している。

#### 京都店
1717年、創業者の生地にて創業。伏見京町北8丁目は京阪電鉄丹波橋駅北方で、京都の中心地ではなく郊外だった。
1729年に「仕入れ店」を置いた柳馬場綾小路は、現在地より東南東方向200mに位置した。
1736年大丸総本店「大文字屋」を構えた東洞院船屋町は、市営地下鉄烏丸御池駅付近と現在地より1駅北隣に位置していた。
また、1863年に新選組が揃いの割羽織を調達に訪れたのは、これとはまた別に設けられた「松原店」で、松原通御幸町・寺町間の北側。京阪電鉄清水五条駅から鴨川の東岸だった（大丸ではなく四条の呉服屋「菱屋」だったという異説もある）。
1912年、「京都大丸」が市内中心部の四条高倉に開店。ここが現在の京都店の所在地である。現・京都店の店舗面積は50,830m2。心斎橋店と同じくヴォーリズ設計であるが、四条通側の外壁は改装されている。なお、下村家の邸宅であった京都・烏丸丸太町上ルの大丸ヴィラ「中道軒」はチューダー・ゴシック様式の豪壮な建築として知られている。日本占領期には米第6軍司令官宿舎に当てられた。
この建物の他、5つの「周辺店舗」がある。
- 大丸恒和ビル - ルイ・ヴィトンストア
- 大丸東洞院入口向い - A.P.C
- 日本生命四条ビル1-2F - エンポリオ・アルマーニ、大丸リラクシングガーデン京都
- 京都ダイヤビル - ボッテガ・ヴェネタ、ジョゼフ・ザ・ストア
- グランドキューブ四条ビル - ハウス・オブ・ジル・スチュアート

松坂屋高槻店も運営上、京都店の分店扱いとなっている。
なお、付近の四条河原町に位置する若者向け百貨店の「藤井大丸」と当店とは関係はない。

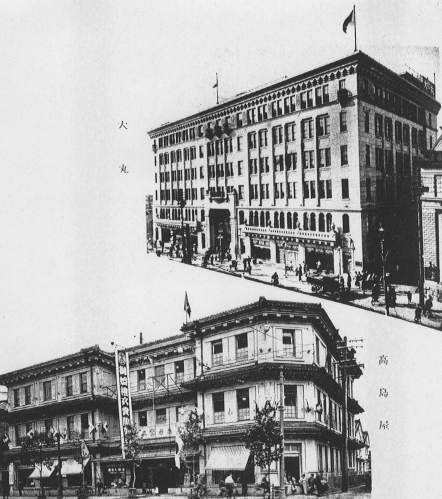
大丸京都店（上、1932年以前）

#### 神戸店

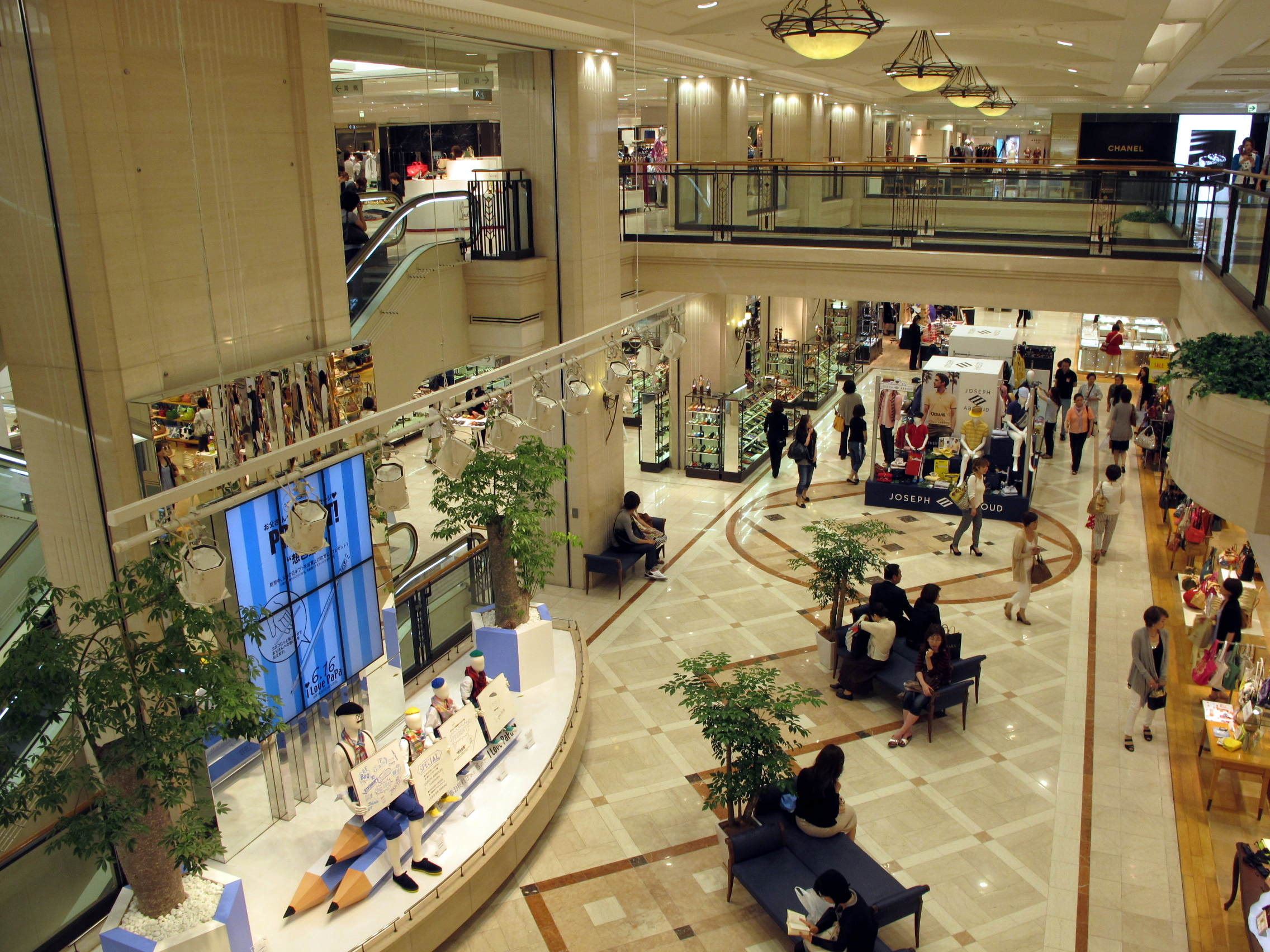
神戸店店内の様子

売上高は984億円（2024年3月 - 2025年2月）で、阪神神戸三宮駅に直結する神戸阪急（旧：そごう神戸店）を抑えて、売上高において神戸市内および兵庫県内最大である。神戸一の繁華街である三宮・元町エリアの地域一番店。

#### 須磨店
- 神戸市須磨区中落合2-2-4 神戸市営地下鉄西神・山手線「名谷駅」前
- 須磨パティオ 店舗面積10,000㎡[36]。

1980年3月15日、須磨ニュータウン中央センターの商業施設「須磨パティオ」（地上4階建て一部5階）の核店舗としてダイエーとともに開店。新しいタイプの郊外型百貨店として、ニューファミリーを対象に、地域住民に密着した店づくりを行った。大丸が郊外型ショピングセンターに出店するのは初めてのことだった。2020年3月、開業40周年に合わせ、大規模リニューアルを実施。3月の第1期リニューアルでは、1・2階の百貨店売り場を再編・改装したほか、3階にヘアサロンや手芸店など地域密着型のテナントを導入。4階には、2021年3月24日、市が名谷駅周辺で進める再開発事業の一環で、市立名谷図書館がオープンしている。運営に関しては、1979年6月「株式会社須磨大丸」が設立され、翌年6月、「須磨大丸」から「株式会社ダイマル」に商号変更。2001年に直営化され、神戸店の分店となった。

#### 芦屋店
- 兵庫県芦屋市船戸町1-31 JR芦屋駅直結店舗
- 芦屋ステーションビル「モンテメール」

1980年10月9日、モンテメール（地下1階、地上7階建て）の核店舗として開店。芦屋店は地下1階～地上4階に出店した。2020年3月の全面改装で、本館上層階にあったレストラン街を西館3～4階に移設するとともに、百貨店と専門店が混在していたフロア構成は見直され、百貨店は本館地下1階～地上2階、専門店は本館3～6階と西館に集約となった。芦屋店は、地下1階、地上1階の食料品に「明治屋ストアー」や和洋菓子・ベーカリーを新規導入。婦人ファッション中心の2階は定期借家契約のフロアに切り替わった。運営は須磨店同様、株式会社ダイマルが当たり、2001年に直営化、神戸店の分店となった。

##### 大丸インテリア館 ミュゼ エール
- 神戸市東灘区向洋町中6-9 六甲ライナーアイランドセンター駅前
- 「神戸ファッションマート」2階 店舗面積約3,000㎡[40]。

個人消費の低迷とともに、家具市場の縮小が進み、大丸各店とも住関連売場の縮小を余儀なくされ、満足のいく品揃えができない状況になっていた。その一方で、高質な家具、インテリア商品にこだわりを持つ50代以上のエルダー層が増えつつあり、家具専門店が台頭していた。そうした状況を受け、2003年5月3日、「神戸ファッションマート」2階にオープンした。運営については、心斎橋・梅田・神戸各店との共同で行うとした。

#### 東京店

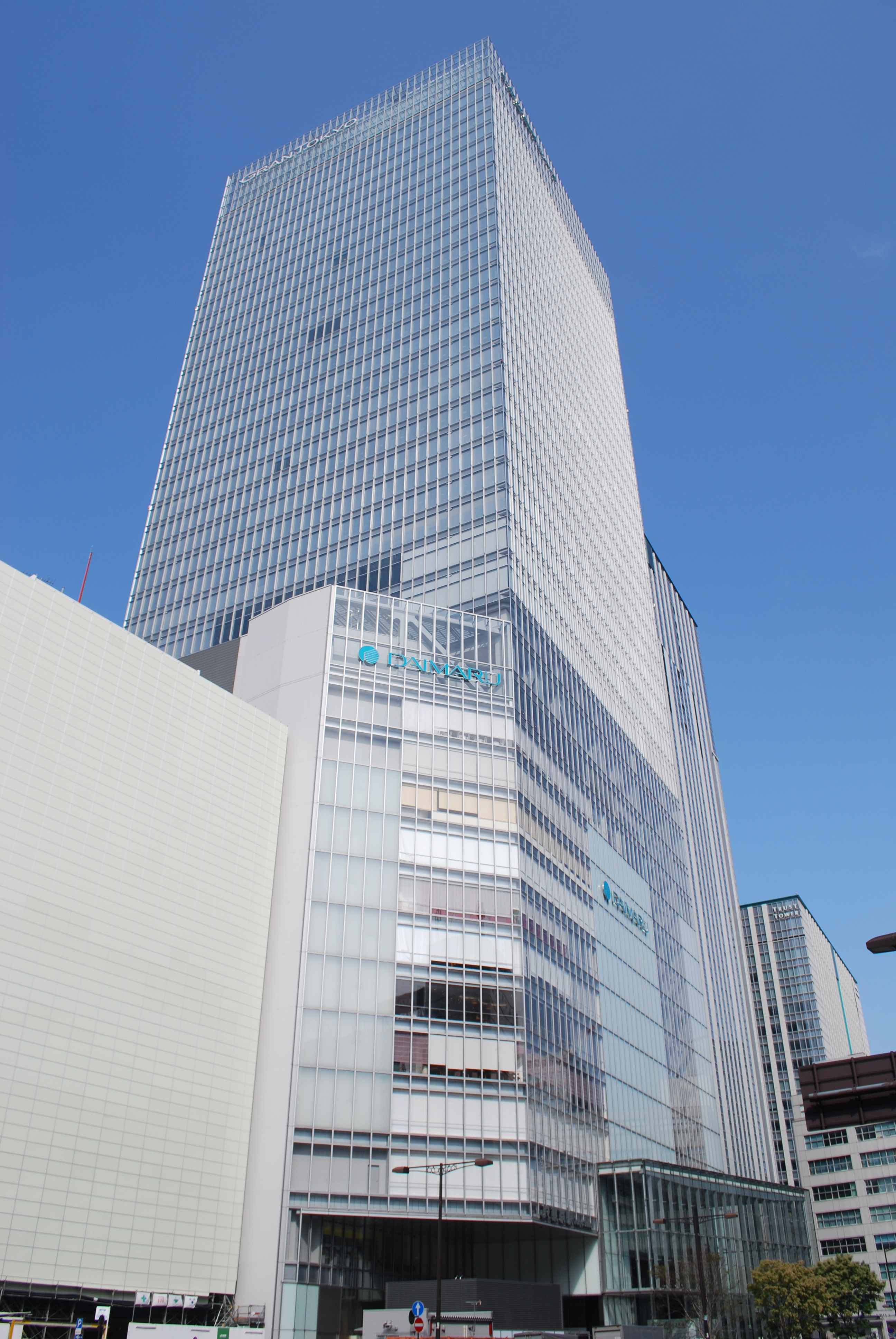
大丸東京店

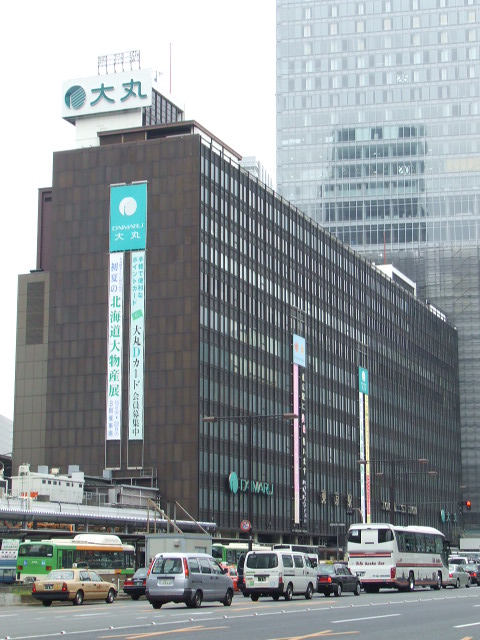
建替え前の旧大丸東京店（2007年）

1954年10月、東京駅八重洲口直結の株式会社鉄道会館 八重洲本館に開店（賃貸入居）。店舗面積31,500m2。東京駅直結のターミナルデパートであった。
旧「大丸呉服店」が明治期に閉店して以来、44年ぶりの東京再進出を果たした。開店初日には20万人が来店した。東京店開業以来、東京駅と京都駅には「行きも大丸、帰りも大丸」というキャッチコピーの広告が掲示されるようになった。
開店の際には、東京ではすでに月賦の「大丸百貨店」（現：井門エンタープライズ）がチェーン展開していたため、名前の競合が問題になり2社間で協議が持たれた。その結果、百貨店の（下村）大丸には百貨店をつけず「株式会社大丸」、月賦の（井門）大丸には百貨店をつけ「株式会社大丸百貨店」とすることが取り決められた。（井門）大丸には、広告宣伝においては愛称として「ライフアップ大丸」とも称し、マークは（下村）大丸とは全く異なるデザインを使用していた。
労働力確保のため、1957年（昭和32年）には日本では珍しかった「パートタイム」の採用を開始。パートタイマーの言葉が一般化する契機となった。
しかし、中規模店であり、客単価の低い旅行客などの利用が多かったため、1987年（昭和62年）度まで長年赤字が続き、巨大なキオスクと揶揄されるほど、三越や伊勢丹など他の都内の百貨店よりグレードが低い店と言われていた。このため、1985年（昭和60年）閉店の八王子店や1987年（昭和62年）業態転換の町田店も合わせて東京から完全撤退するとの噂もあった。しかし、このままでは新規採用や出店・海外事業に支障をきたしかねないと判断し、50億円から70億円の予算を投じて開業以来初となる大改装を行った。内容は天井に起伏を持たせて豪華さを出したり、１階正面入り口のエスカレーターを撤去して開放感を持たせたほか、売場も婦人服、紳士服や雑貨などの高級品中心の店作りに転換し、12階のギャラリーフロアに所在した支店長室などを撤去して「大丸ミュージアム」を新設するといったものだった。梅田店の建設に携わった米国のシェイクス＆ジョンソン社に委託して、1990年（平成2年）4月16日に完成した。
2007年10月31日にいったん旧店舗を閉店。ペデストリアンデッキ「グランルーフ」と駅前広場整備のため建物は取り壊された。同年11月6日にグラントウキョウノースタワー（現在地）に移転。住所など詳細はグラントウキョウを参照。2段階に分けて建替えられ、第1期分では地下1階 - 13階 店舗面積34,000m2に入居。第2期工事終了後の2012年10月5日に46,000m2に増床してグランドオープン。地下3階駐車場も完備した。

#### 札幌店
札幌駅南口JRタワー西ブロック。店舗面積45,000m2。札幌駅直結のターミナルデパートである。
京阪神や東京でしか取り扱わなかった商品の販売や立地環境の良さも手伝い、2009年からは地元の老舗百貨店の丸井今井を抜いて札幌市の地域一番店となった。
西武旭川店が2016年9月末に閉店したため、日本百貨店協会の加盟百貨店では最北に位置する店舗となっている。
なお、札幌市中央区南1条に所在する大丸藤井セントラルは全くの別会社である。

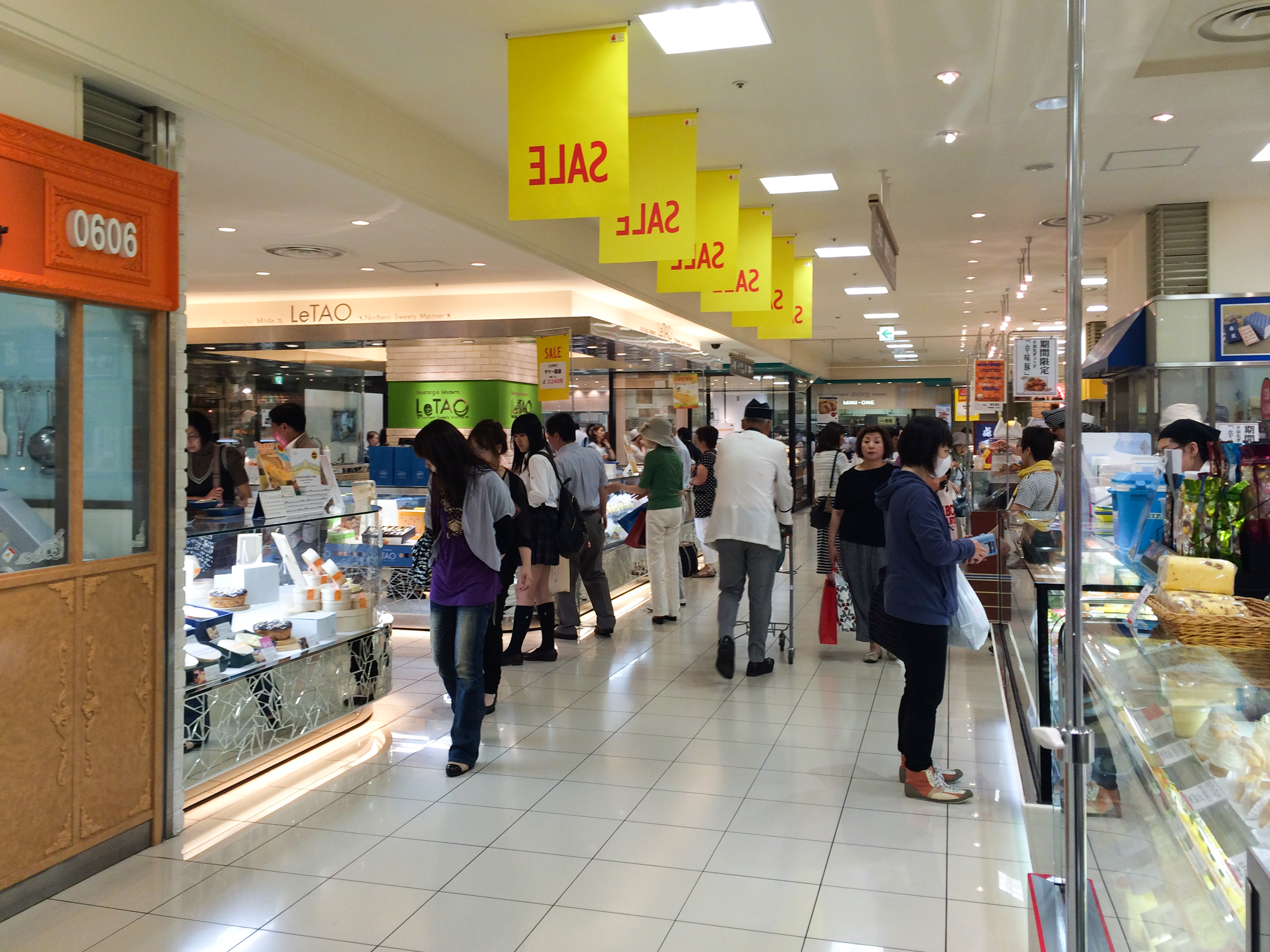
B1階 ほっぺタウン （2014年7月）
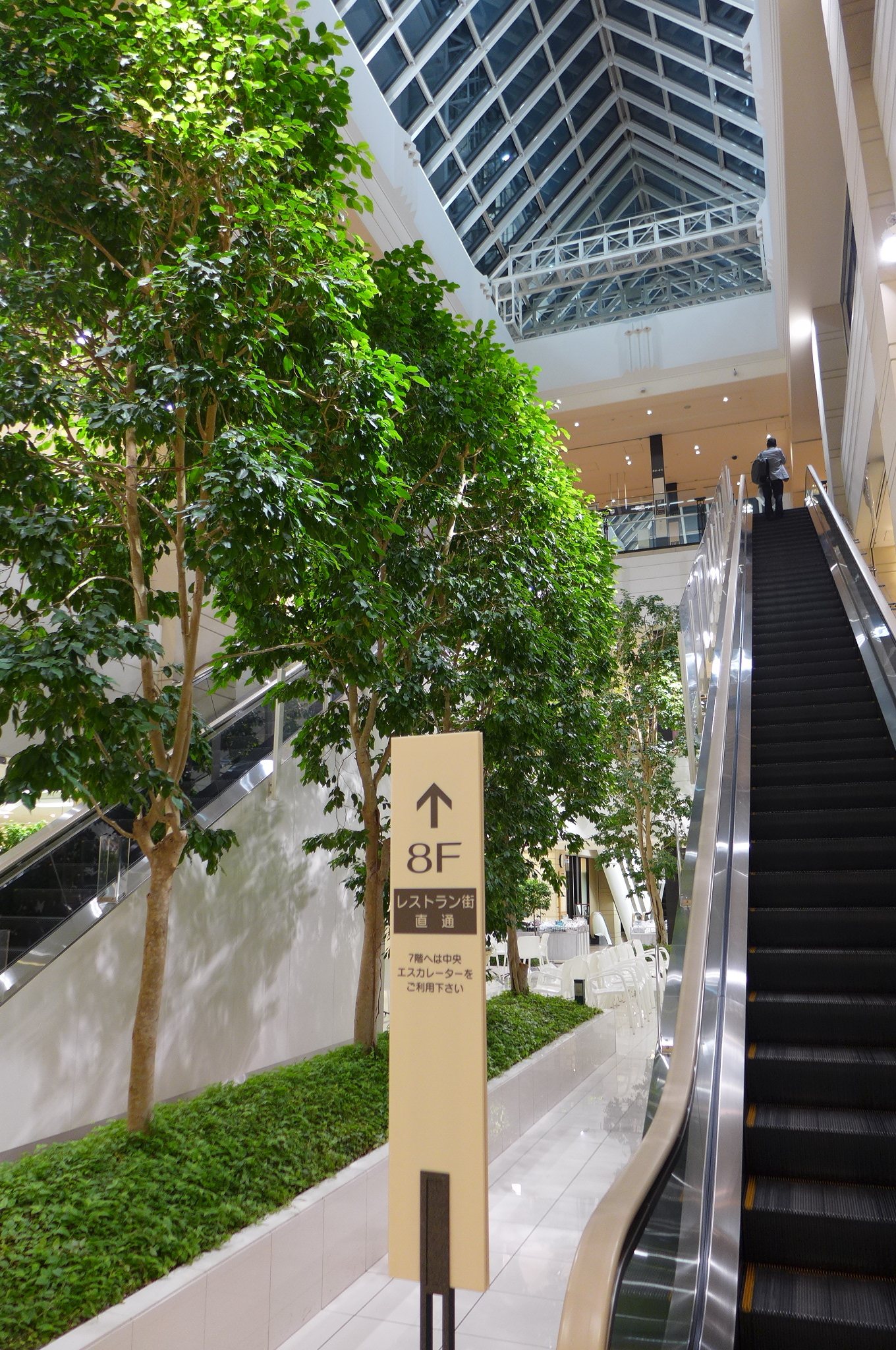
6階（2014年6月）
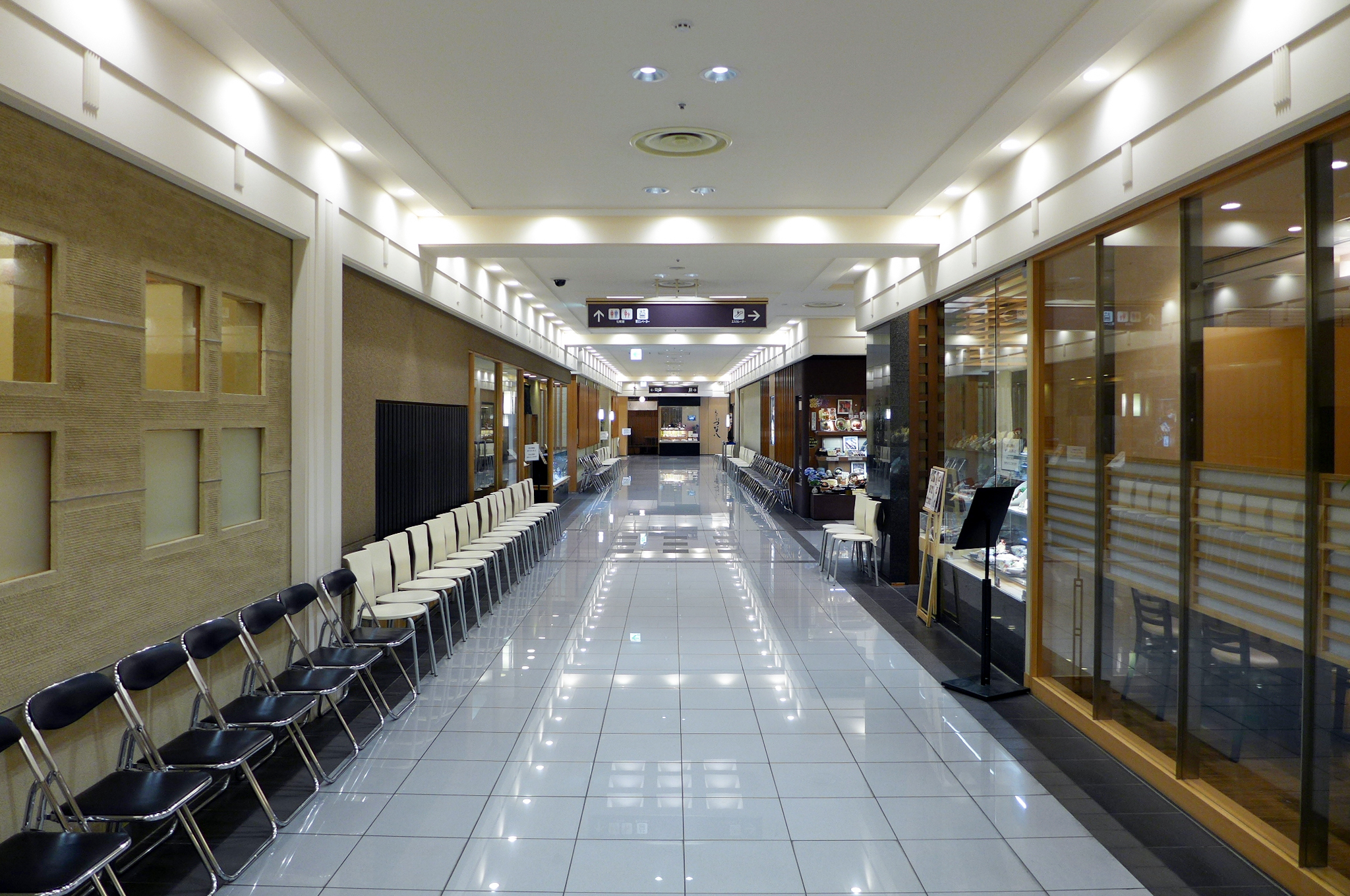
8階レストラン（2014年6月）

#### 下関店

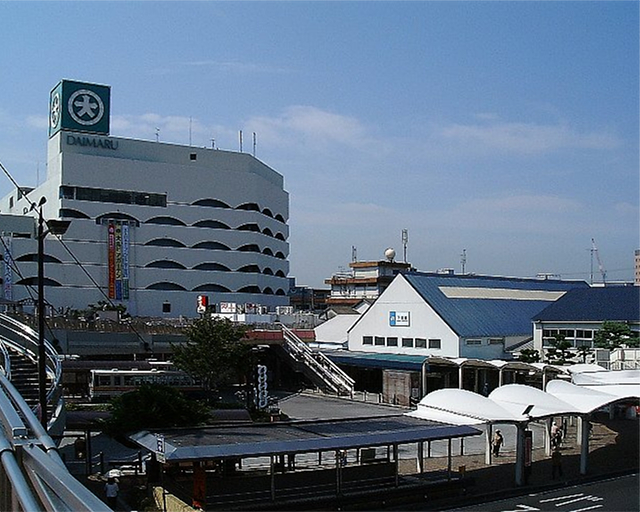
下関店（下関大丸時代）

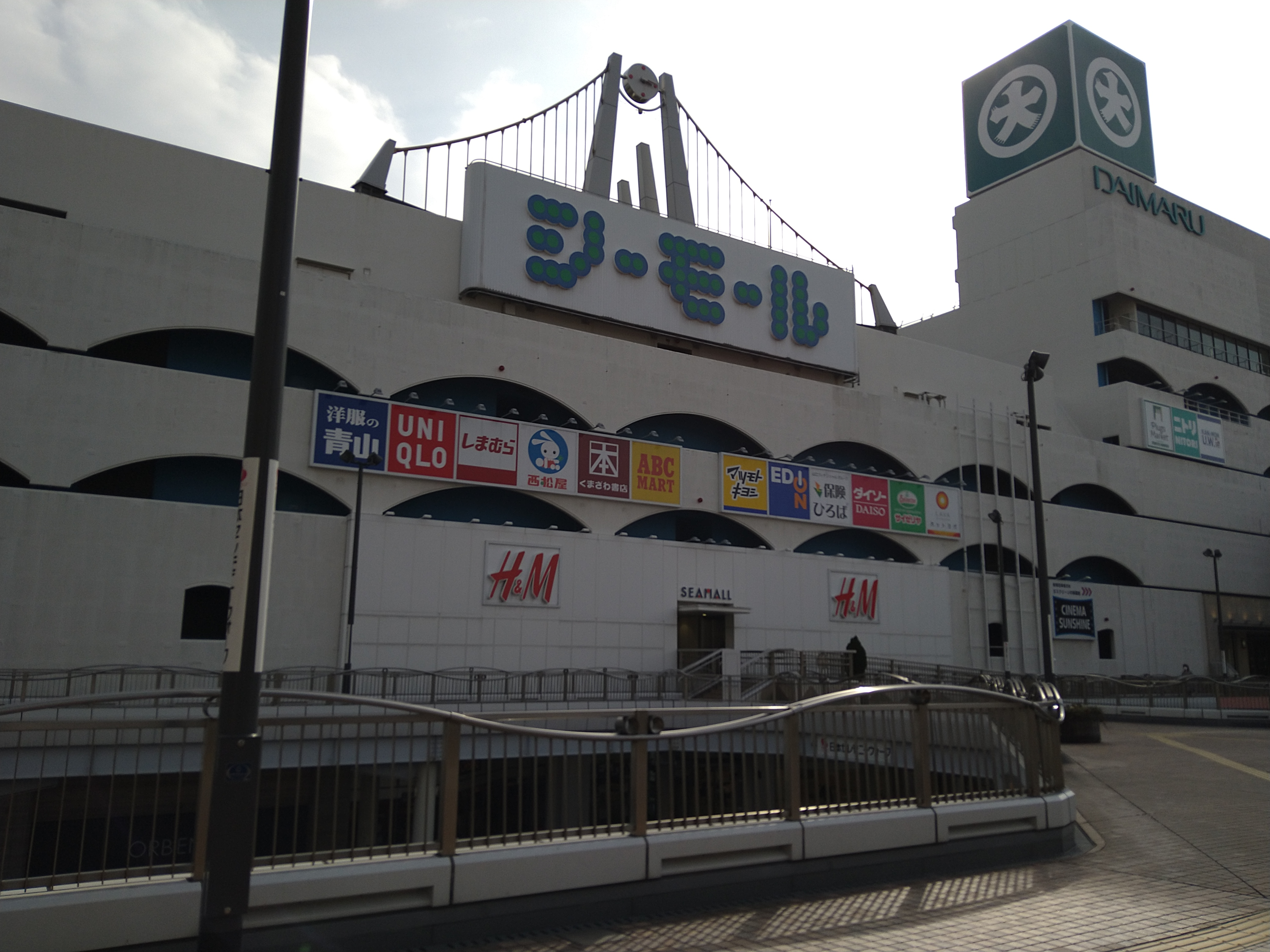
シーモール下関と隣接する大丸下関店（2021年3月）

1950年、大洋漁業（現在のマルハニチロ）等との合弁会社・株式会社下関大丸の店舗として山口県下関市に開店。1977年にはJR下関駅東口にある複合商業施設「シーモール下関」の核店舗として出店。地下1階-地上7階建てで店舗面積は約24,000㎡。2020年3月1日に株式会社大丸松坂屋百貨店が株式会社下関大丸を吸収合併・直営店化し、店舗名は「大丸下関店」に改められた。

### 関連会社の店舗
松坂屋については当該項目を参照。

#### 連結子会社運営店舗
博多大丸 福岡天神店
1953年開店。1975年現在地に移転。福岡市中央区天神1-4-1 福岡市営地下鉄 天神南駅 3番出口。
本館(西日本渡辺ビル)地下2階-地上8階+東館「エルガーラ」地下2階-地上6階。店舗面積44,192m2。
法人としては本体に次ぐ規模にあり、J.フロントグループにおいても九州地区の重要拠点と位置づける。
高知大丸
1947年開店。高知県高知市帯屋町一丁目6番1号。
とさでん交通「はりまや橋」電停下車、京町商店街。店舗面積16,068m2。
本館・東館に分かれており、ともに地下1階 - 地上5階（6階は屋上）で連絡通路がある。それとは別にダイマルウエストなどがある。
2002年に高知西武（旧：とでん西武）が閉店して以降、高知県内では唯一の百貨店である。

#### 非連結関連会社運営店舗
大丸コム開発
1982年設立（大丸企画開発）。J.フロントリテイリング株式会社の100%出資会社で、以下の商業施設の管理運営業務ほか、新規開発やリニューアルも行っていた。「大丸松坂屋百貨店 不動産事業部」を経てこれら業務は「パルコ」に移管している。
- ホワイトアベニュー - ホテル日航大阪（Osaka Metro心斎橋駅直結）1F・B1F、2,526.6m2。1982年開業。
- ビッグ・ステップ - アメリカ村（心斎橋）970.1m2、1993年開業。
- クリスタ長堀 - 大丸心斎橋店北側長堀通り地下街 8,652.9m2 2006年より管理運営。（賃貸管理はクリスタ長堀株式会社）
- カトレヤプラザ伊勢佐木 - 旧：横浜松坂屋。7,400.0m2。
- カトレヤプラザ高島平 - ピーコックストア高島平店2F、1364.45m2。
- ピーコックプラザ洋光台 - ピーコックストア洋光台店2F、929.11m2。

#### 自主編集売場
サロン・ド・グゥ・ブランシェ
特選ブランド・インポート雑貨のセレクトショップ。京都店。
michikake（ミチカケ）
梅田店に2019年開業の、女性の生理用品等を扱うショップ。若手社員のアイデアによる、生理中の従業員を現すバッジの着用は議論を呼んだ。
過去には以下のような売場が存在した。
サロン・ド・グゥ・ブランシェ
心斎橋店、神戸店、福岡天神店。
サロン・ド・グゥ
特選ブランドウェアのセレクトコーナー。神戸店、京都店、札幌店。
サロン・ド・グゥ・オム
メンズ特選ブランド・インポート雑貨のセレクトコーナー。心斎橋店、神戸店、東京店。
ufufu girls（うふふガールズ）
18歳から34歳の若い女性をターゲットにした、低価格帯のカジュアルな衣料品・雑貨のフロア。
2009年11月14日に心斎橋店北館の地下1・2階に開設し好評となった。その後2010年度は、4月22日には京都店の1・2階に、10月22日には松坂屋銀座店の本館1・2階に開設された。翌2011年度は、2月23日には神戸店の3階に、3月23日には札幌店2階に、また梅田店でも増床リニューアルオープンにあわせ（同年4月19日にグランドオープン）、同店の1階と5階に開設された。さらに2012年度は、3月2日に松坂屋名古屋店の南館2階にも開設された。

## 過去に存在した店舗

### 日本国内店舗
- 町田店・町田大丸 プラザビーミー
東京都町田市原町田6-2-6 小田急町田駅西口。
地下3階、地上10階建て、店舗面積12,200㎡[48]。

町田市が都市整備計画の一環として小田急線新原町田駅（当時）前にビルを建設することになり、大丸ほか百貨店数社に出店を打診した。1970年当時の人口は周辺の相模原市、大和市を入れると40万近くになっており、東京・新宿から30分ほどのベットタウンで、独立商圏であることから立地条件にも優れていると判断し、大丸は出店を決定。1971年10月、東京店に続く大丸の直営店として開店した。同時に相模原市上鶴間に地下1階、地上5階建ての建物も建設。地下1階から地上3階までを大丸配送センター、4・5階は上鶴間男子寮とした。
しかし、周辺には1976年9月に小田急百貨店、1980年10月に東急百貨店などが出店したため、業績は次第に悪化していった。町田店は増床の余地もなく、売場面積では対抗が出来ないため、1985年7月に「町田店特別対策室」を設置し、競合店調査の結果、1987年2月に大丸は新業態店舗を運営する「町田大丸」を設立。1988年3月、同社が運営する"食生活文化バザール"おいしい暮らしの「プラザビーミー」（営業面積16,025㎡）にリニューアルを図った。プラザビーミーは地下1階から3階までをフーズ、9・10階をレストラン、"食"に挟まれた4階から8階までをファッション、リビング、カルチャーサービスで構成。全体の70%を自主運営とした。
1990年9月に伊勢丹が近郊の相模原市に伊勢丹相模原店を開設。町田大丸に隣接する小田急百貨店、東急百貨店もこれに対抗するように増床を行った。これを受けて、町田大丸も改装工事を進め、1991年3月に全館リニューアルを行った。主に地下1階と地上1階、3階の3層で構成していた食品売場を地下1階と地上1階に集約し、地域初登場のブランドを多数導入した。しかし、競合激化に抗することが出来ず、2000年2月27日に閉店。閉店に伴い、大丸は2002年2月決算で約98億円の特別損失を計上した。土地・建物は丸井に64億円で売却され、翌2001年2月21日に「マルイビィ (OIOI be) 町田」としてオープン、のち「町田モディ」となった。
- 八王子大丸
東京都八王子市横山町18-7 JR中央線八王子駅北口 甲州街道沿い。
地下2階、地上8階建て、店舗面積約16,110㎡[48]。

八王子は前述の町田とともに「絹の道」として輸出用の生糸が運ばれた交通の要衝で、大丸の江戸進出時の風呂敷のことが『八王子織物史』で語られるほど大丸と八王子は縁の深く、また東京近郊（都心から50km）のベッドタウンとして注目され、1970年には人口が25万人を突破していた。この時期に大型店の出店が相次ぎ、1969年の伊勢丹、1970年の西武百貨店に続き、大丸は丸紅と忠実屋から熱心に勧誘を受け、八王子では3番目の百貨店として、1972年4月に「八王子大丸」を開店した。八王子大丸は丸井八王子店とダイエー八王子店よりも後の出店となる。
八王子大丸が立地した横山町は、市一番の繁華街として隆盛を極めた商店街で、忠実屋や中小商店が軒を並べていた。だが、八王子駅周辺に大型店が進出すると客足が奪われ、地盤沈下が進んでいた。閉店の引き金になったのは、1983年11月のそごう八王子店を核店舗とする八王子駅北口駅ビル「八王子ターミナルビル」の開業であるが、それに加えて、4月に開店した大丸梅田店の出店に際して巨額な先行投資をしたことが財政面を圧迫し、親会社の大丸がメインバンクの三菱銀行から応援のため取締役を迎える羽目に立ち至っていた事情も重なっていた。八王子大丸の存続については、改善策が検討されたが、結果的に再建は難しいと判断され、1985年8月閉店した。閉店に伴い、東京店は外商八王子出張所を設置した。

大丸が撤退したビルは、その後、「サイドウォーク」という名称で営業。1987年には忠実屋がファッションビル「FAM（ファム）」として営業を始めるが、業績不振が続き、1994年にダイエーが忠実屋を吸収合併したことに伴い、閉店した。閉店後は長年空きビルの状態が続き、当時の黒須隆一八王子市長も商店街衰退の象徴として問題視する発言を行っていた。2001年2月9日にダイエーは本館および別館の土地・建物を日本中央地所とセントラル地所に売却。跡地には、2003年2月に高層マンション「マクシスタワーズアーバンデュオ」が竣工している。
- ららぽーと横浜店
神奈川県横浜市都筑区池辺町4035-1（JR横浜線鴨居駅より徒歩7分）
店舗面積4,000m2。

2007年3月開店。東京店の分店扱い。ららぽーとのテナントとして食品売場に特化した業態「大丸フードマーケット」で出店するが、売上が計画を下回り、2013年1月31日閉店。
- 浦和パルコ店
埼玉県さいたま市浦和区東高砂町11-1 （JR東日本東北本線「浦和駅」東口正面「浦和パルコ」地下1階）
店舗面積4,000m2。

2007年10月開店。東京店の分店扱い。ららぽーと横浜店と同様、「大丸フードマーケット」での出店。しかし、オープン以来目標を下回り営業赤字が継続したため、2017年7月31日閉店。後継テナントはヤオコー。
- 新長田店
兵庫県神戸市長田区若松町5-5-1 ジョイプラザ
店舗面積9,091m2。

1977年開店。神戸店の分店扱いである生活密着型店舗だったが、2013年1月31日閉店。後継テナントは西友。
- 和歌山店
和歌山県和歌山市元寺町1-25 富士アイスビル 和歌山バス「ブラクリ丁」バス停前。
地下1階、地上6階建て、店舗面積約5,000m2[48]。

1971年10月、廃業したニューデパート南海の建物を買収して開店。事務・仕入れについては母店（大阪店）集約形式を徹底し、事務部門は総務部門のみとした。1992年3月、婦人服と婦人雑貨を中心とした高級専門店型百貨店に業態転換し「グレイスコート」の愛称で全館オープンした。これにより食料品の取扱いをやめている。しかし、業績の改善が見られず1998年12月31日閉店。閉店後、和光デンキのアウトレット店、ダイソーなどを経て、現在はドン・キホーテ和歌山店となっている。
- 山科店
京都府京都市山科区竹鼻竹ノ街道町91 JR西日本東海道本線・京阪京津線・京都市営地下鉄東西線山科駅
ラクト山科ショッピングセンター B棟 地下1階-地上2階（開店時は4階まで）。
店舗面積5,960㎡（開店時は9,460㎡）[61]。

1998年10月3日、山科駅前地区第一種市街地再開発事業の一環として建設された「RACTO（ラクト）山科」B棟（地下1階～地上4階）の北半分に、京都店の分店としてオープン。「やましな店（みせ）」とも呼ばれた。ストアコンセプトは「良質な市街地・コンビニエントデパート」。しかし、衣料品販売が低迷し、2010年8月31日以降、規模を縮小。2011年4月29日には3階から4階に「ニトリラクト山科店」が出店。2019年3月31日をもって営業終了。跡地は複数店のテナントゾーンとなる。
- 鳥取大丸
鳥取県鳥取市今町2-151、JR山陰本線鳥取駅前（ホテルニューオータニ鳥取隣）。
地下1階、地上5階建て。店舗面積11,973m2[64]。

1937年「丸由（読みは「まるゆ」）百貨店」として開店。1949年に大丸と業務提携し「鳥取大丸」に社名変更、1975年現在地に移転。建物は、ホテルニューオータニ鳥取ともども黒川紀章の設計。ファッション館「アクア」、鳥取空港売店も運営する。日ノ丸グループの1社で、大丸の出資比率14%。
2022年8月31日をもって商号、商標のライセンス契約が満了となることに伴い、「鳥取大丸」としての営業を終了。9月1日より再び創業時の表記である「丸由（読みは「まるゆう」）百貨店」に屋号を変更した。社名変更した「株式会社丸由」と大丸松坂屋百貨店のMD業務委託契約は継続。
- 米子大丸
鳥取県米子市西福原2-1-10 JR境線 富士見町駅下車 外浜産業道路 ホテルサンルート向かい
地下1階、地上6階建て。売場面積は6,100㎡[69]。

1963年12月、鳥取大丸の子会社でスーパー業態の「米子ストア」として開店。1971年12月、百貨店に業態を変更するとともに「米子大丸」に改称した。しかし、その後立地環境の変化や競合の激化により業績が悪化。このため、1986年4月19日、経営権は天満屋に譲渡された。市郊外に「米子しんまち天満屋」が開店する1990年まで、米子駅前通り東町にあった米子大丸をそのまま、株式会社米子天満屋が経営していた。
- 別子大丸・新居浜大丸（旧:別子百貨店）
愛媛県新居浜市西原町3丁目1-26 せとうちバス「西原町3丁目」停留所下車 昭和通り商店街。
地上4階建て、売場面積7,457m2

1950年別子鉱業（現・住友金属鉱山）の子会社「別子百貨店」として開店し、翌年9月、資本参加により「別子大丸」、1975年11月には3階建てから4階建てに増築し、同時に「新居浜大丸」に社名を変更した。1978年11月には4階東側屋上部分を増築し、各階を改装オープンした。これにより売場面積は6,500㎡となった。中心商店街の核店舗として賑わい創出に寄与してきたが、売上高は1992年2月期の77億5200万円ピークに年々落ち込み、収支も長年赤字が続き、業績回復は困難と判断。また住友金属鉱山および住友林業社宅跡地にイオン新居浜ショッピングセンターの建設計画が持ち上がっていたこともあり、2001年5月27日に閉店した。大丸跡地には地元スーパー「ママイ」の店舗｢フレッシュバリュー西原店｣が建っていた(一時期閉店したがリニューアルし再オープン)が、2023年1月に閉店した。
- 今治大丸（旧:大洋デパート）
愛媛県今治市常盤町4-1-18 せとうちバス「今治バスセンター」そば
地下1階、地上7階建て。店舗面積10,540m²

1962年、地元資本の「大洋デパート」として開店。1974年、資本参加により「今治大丸」に社名変更。2001年、大丸の100%子会社となる。しかし、競争が激化し、累積損失解消の見通しが立たななくなったため営業終了を決議。2008年12月31日閉店した。建物は解体され、複合施設の整備を目指したが、工事費の高騰もあり目処が立たず、「芝っち広場」として利用されている。
- 高知大丸四万十プラザ
高知県四万十市駅前町274番地。土佐くろしお鉄道中村駅徒歩3分。
店舗面積500m2ほど。

高知大丸唯一の支店であった。玩具店としてかつて一世を風靡したハローマックの跡地に出店し、建物もそのまま使用していた。2021年2月28日閉店。
- 長崎大丸（旧:岡政百貨店）
長崎県長崎市浜町4-11
店舗面積9,176m2。

1934年5月22日「岡政百貨店」開店。1969年3月提携。1987年、岡政100%出資の新会社「株式会社長崎大丸」を設立。1988年営業権の譲渡。2003年、企業再編により博多大丸に吸収合併「博多大丸長崎店」となった。しかし、売上が低迷し2011年7月31日を以って閉店した。跡地は博多大丸によって再開発され、2014年9月、商業施設とホテルで構成の｢ハマクロス411｣がオープンした。

### 百貨店以外の商業施設
- 大丸羽田空港店
東京都大田区羽田空港3丁目3 羽田空港第1ターミナル マーケットプレイス4階
店舗面積386.6㎡

1999年開店。不採算のため、2017年5月25日に髙島屋が撤退したのに続き、8月25日閉店。
- オトカリテ
大阪府豊中市新千里東町1丁目1-1 ピーコックストア千里中央店1-3階
店舗面積約5,000㎡

1970年、GMS業態のピーコックストア千里中央店として千里阪急などと同時開業。のちにイオンモールへ運営が移管されるが、建物の老朽化で、ピーコックストア千里中央店と共に2023年4月30日を以って閉店した。跡地にはイオンモールと阪急阪神不動産によって商業施設、ホテル等が整備される。

### 日本国外店舗
1960年に香港に出店したことを皮切りに大丸は、タイ、フランス、シンガポール、オーストラリアに進出したが、1990年代に入り海外資本や現地資本の大型小売店が次々に進出し競争が激化し業績が低迷した。そうしたことから、2003年3月末まで全店を閉鎖。海外店舗はすべてなくなった。

#### 香港大丸百貨公司
- 香港大丸
香港 銅鑼湾（コーズウェイベイ）記利佐治街（グレートジョージストリート）と百德新街（パターソンストリート）交差点に立地。売り場面積5,400+5,600m2[78]。

大丸は、1960年7月、資本金300万香港ドルで 香港商人・張玉良との合弁で「香港大丸百貨公司」を設立。11月3日、銅鑼湾に面した百徳新街にある17階建て高層ビルの1階、2階を売場、食堂として使用し「香港大丸」を開店した。日本の百貨店におけるアジア進出1号店で、取り扱い商品の6割が日本製品という中流・高級路線の店だった。開店前は、香港市民に受け入れられるか不安なまま開店を迎えたが、開店初日に10万人の客が詰め掛け、準備した品物の大半が売切れてしまう等、香港市民に支持され大成功を収めた。香港大丸が開店した頃の店舗周辺は、倉庫が立ち並ぶ場所であったが、大丸開店後は数々のショップが出店してゆき、現在では香港随一の繁華街になった。大丸は地域のランドマークになり、ミニバスの行き先も「銅鑼湾」ではなく「大丸（DAIMARU）」と表示されていた。
1983年12月16日、本館から約50mの場所に別館をオープンした。合弁相手先が運営している専門店ビルを閉鎖し、新たに香港大丸別館として入居したものだった。2階建てで、1階にスーパーが入り、2階には旭屋書店が入店していたほか、様々な商品を取り扱っていた。またこの頃には、大丸の後を追う様に次々と日系百貨店が銅鑼湾地域に出店し、売上を競っていた。1990年代に入ると、銅鑼湾では家賃高騰が続いた。このため、記利佐治街の店舗の存続は断念し、スーパー部門だけを残した。スーパー部門は引き続き人気を集めたが、家賃高騰が続いた上に、1997年のアジア通貨危機の影響で香港の景気も低迷して業績も悪化したことから、これ以上の経営は困難と判断され、1998年12月末で閉店した。閉店日には、38年の間愛されてきた老舗の撤退に際して、現地テレビ局は特集番組を放送した。跡地には他のテナントが入居したが、2012年からは、銅鑼湾店舗跡にイオンストアーズ香港が「マックスバリュ・プライム」を出店している。

#### 建台大丸百貨公司
東帝士グループに属する台湾の大手企業「建台セメント」が新規事業として高雄市、台中市で1998年春に百貨店を開業することになり、丸紅を介し大丸に経営支援の要請があった。大丸ではこの要請を受け入れ、12月29日に基本協定を締結した。大丸が受託した内容は、ノウハウとブランドだけの提携で、資本出資はせず、経営責任は負わないこととした。2店とも売上は低迷し、建台大丸と大丸との契約は2000年12月31日で終了している。
- 建台大丸高雄店
「東帝士85大楼」地下1階から地上7階。売場面積は約41,300㎡[83]。

1999年10月23日、建台セメントが建設した世界第6位（当時）の高層ビル「東帝士85大楼」に開店した。同ビルはホテル、アミューズメント、オフィス、コンドミニアムなどで構成され、百貨店としては台湾一の規模だった。しかし、売上は非常に悪く、同店は閉店に追い込まれた。2012年、出店していたフロアは裁判所による強制競売に掛けられた。
- 建台大丸台中店
「台中晶華大楼」（グランドフォルモサリージェント。ホテル）地下1階から地上9階。売場面積約32,900㎡[83]。

1999年12月31日、建台セメントが建設した「台中晶華大楼」（地下6階、地上32階建て）の核店舗として開店。高雄店同様、早期に撤退することになり、2000年に閉店。

#### タイ大丸（現地法人:Thai Daimaru Co., Ltd.）
1964年、タイ国政府より申し出のあった百貨店設置の希望によって、タイ大丸設立の計画が具体化し、3月、本部に準備委員会が設置される。タイ大丸は1975年12月8日、株式の51%を現地法人と個人に譲渡。1998年8月末、主力店のシーナカリン店を家主の親会社プレミアグループに全株式を譲渡し閉店。タイから全面撤退した。
- タイ大丸→ラジャダムリ店

1964年12月9日、タイで初めての本格的百貨店として「ラパソン・ショッピングセンター」に開業し、1972年10月9日、「ラジャダムリアアーケード・ショッピングセンター」に移転。ラジャムダリ店と名称を変更した。ラジャダムリ店は地下1階から3階までを使用、売場面積は5,900㎡と旧店舗の約3倍となった。1994年2月、地域再開発のため閉鎖。
- シーナカリン店 
「セリ・センター」店舗面積は約22,000㎡[82]。

1994年3月、ラジャダムリ店が地域再開発のために移転を余儀なくされたため、バンコク市の中心部から約12kmのシーナカリン地区に建設されたショッピングセンター「セリ・センター」の核店舗としてオープンした。だが、予定していた商圏開発の遅れや交通事情の悪化などが業績不振が続き、1996年に営業面積を約10,000㎡に縮小、大規模な改装を行ったが、業績の改善はみられなかった。
- プラカノン店 
「プラカノン・ショッピングセンター」地上1階から地上2階。売場面積は4,498㎡[80]。

1980年10月4日、地元合弁相手から多店舗化について強い要請を受け、プラカノーン区の繁華街に建設された「プラカノン・ショッピングセンター」（地上4階建て）の核店舗として開業。1998年7月末で閉鎖。

#### 大丸シンガポール （現地法人:Daimaru Singapore Pte Ltd.）
1978年9月、「シンガポール大丸」を設立。翌年4月、大丸と現地の有力者、呉清亮との合弁で会社を設立するための基本契約書の調印を行った。資本金は2,000万シンガポールドルで、大丸の出資比率は20%。3店舗を展開した。最盛期の1991年度には約100億円の売上高だったが、2001年度は約80億円に落ち込むなど、競争激化により売上が伸び悩み、事業の継続が困難と判断。2003年3月末までに全店を閉鎖し、シンガポールから撤退した。
- リャンコート店 
「リャンコートショッピングセンター」 地下1階から地上3階。売場面積約10,600㎡[80]。

1983年11月19日、政府の都市再開発計画に基づいて建設された「リャンコートショッピングセンター」の核テナントとして開店。日本の百貨店が展開する海外店としては最大規模だった。
- ジャクソン8（エイト）店
「ジャクソン8ショッピングセンター」地下1階から地上3階の一部に出店。売場面積約4,100㎡[82]。

1993年11月26日、シンガポール中心部から北へ約6km離れたニュータウン、ビシャン地区の複合商業施設「ジャクソン8ショッピングセンター」（地下2階、地上10階建て）に出店。周辺地域は高所得の居住者が多く、食料品を中心に現地の人々の生活に密着した商品を揃えた。
- オーチャード店
「プラザ・シンガプーラ」4階 売場面積約4,000㎡[61]。

1998年12月4日、シンガポール随一のショッピングストリート、オーチャードロード東端に位置する「プラザ・シンガプーラ」（地下2階、地上7階建て）に開店。ファッション、リビング、ギフトと特化した専門店だった。既存のリャンコート店、ジャクソン8店との3店舗でチェーンオペレーション体制をとり、売上の拡大と経営の効率化が図られた。

#### 大丸オーストラリア （現地法人:Daimaru Australia Ltd.）
オーストラリアで様々な開発を行こなっていた熊谷組100%出資の現地法人「クマガイ・ニュー・サウス・ウェールズ」から、メルボルン市の都市再開発計画に沿って建設中のSCに出店の要請があり、大丸は出店を決定。1988年4月、本社に大丸オーストリア計画室を設置し、室長には奥田務（のち社長）が就いた。1989年7月、クマガイ・ニュー・サウス・ウェールズ、大丸、熊谷組の3社で合弁事業契約を締結。「大丸オーストラリア」が設立される。
- メルボルン店
「メルボルンセントラル・ショッピングセンター」 地下鉄セントラル駅直結。売場面積21,011㎡

1991年9月11日、初の日系百貨店として開店。対象顧客はオーストラリア人で、日本人観光客や駐在員ではなかったため、欧米流のマーチャンダイジングを行った。 しかし、オーストラリアで消費税が導入され消費が低迷、また郊外型ショッピングセンターの台頭により売上が減少し、メルボルン店は売上目標を下回る状況が続き、2002年7月21日に閉鎖。
- ゴールド・コースト店
「パシフィックフェアショッピングセンター」地上1階から地上2階 売場面積約14,000㎡[61]。

1998年9月21日、ゴールドコーストのサーファーズパラダイスの一角に所在する「パシフィックフェアショッピングセンター」が駐車場の一部を再開発して建てた2階建ての店舗にオープン。中心となる顧客は現地の生活者としたが、日本人を中心とした観光客も対象にし、日本の書籍や食材も置いた。運営は、100%子会社だが「大丸オーストラリア・リテイル」という別会社。2002年1月末で閉鎖。

#### 大丸フランス
1973年9月24日、大丸100%出資の現地法人「大丸フランス」を設立。2店を展開した。日本人の海外旅行ブームの高まりに伴って業績を向上させるが、日仏両国の景気低迷による日本企業の駐在員の減少が加速したことで業績が悪化。観光客や在仏日本人に便宜を図るという開店当初の意義が薄れたとして、1998年12月末までに両店を閉鎖し、大丸フランスは精算された。
- パリ大丸
「レ・ブティック・ド・パリ」地下1階から地上1階 店舗面積744㎡[89]。

1974年3月1日、パリ商工会議所が中心となって進めるパリの総合都市再開発プロジェクトの一環として建てられた公共施設「パリ国際センター」の中央部分にあるショッピングセンター「レ・ブティック・ド・パリ」に開店。主な取扱商品は、地下1階がジバンシィ・ヌーベル・ブティックおよび婦人雑貨など、1階が呉服、陶器、磁器、日本人形などだった。周辺はパリ市内で最も消費購買力の高い高級住宅地のパリ8区、16区、17区などがあり、さらなる発展が見込まれていた。1998年12月末閉鎖。
- リヨン大丸
「リヨン商業センター」1階 売場面積180㎡[85]。

1975年9月9日、パリ大丸での実績を評価する現地のディベロッパーから要請され、リヨンに初めてできたショッピングセンター「リヨン商業センター」（地下1階、地上4階建て）の1階ブティックゾーンにオープン。取扱商品はきもの、陶磁器、日本人形など。1998年2月末閉鎖。

## 提携関係
本来、日本の百貨店は、チェーンストアではないため中央仕入れは行わないものとされていたが、大丸には名古屋に進出した江戸時代から、既にこの思想があった。「正札現金掛け値なし」の一物一価制を実現するため、1729年に京都・柳馬場綾小路に「仕入れ店」を置いたのがその始まりである。呉服の生産地である丹後や桐生に担当者を常駐させ「本社集中仕入れ＝セントラル・バイイング」を行う一方、販売にあたっては、「顧客目線＝ダイレクトマーケティング」も行った。それこそが「先義後利」思想に基づく商売のあり方と創業者下村は考えて具体化したものだった。

### 松坂屋との提携
1970年1月16日、大丸は売上拡大および仕入れ業務の大規模化、合理化によるスケールメリットの追求を目的に松坂屋と商品における業務提携を締結し発表。1月20日には「中央仕入機構（大丸・松坂屋CBS）」を設置した。大手百貨店同士の提携は画期的なものだった。提携の主な内容は、①提携業務の範囲は共同仕入れ（海外商品を含む）や新商品の共同開発、情報交換などの商品面に限定する。②提携店舗の範囲は、大丸は直営4店、関係百貨店7店、海外店2店、大丸ピーコックストア、ピーコック産業を含めたオール大丸グループと商品提携会社で、松坂屋は上野・銀座・名古屋・大阪・静岡の5店と、横浜野沢屋、松坂商事、松坂屋ストア、フィリピン松坂屋などのオール松坂屋グループと商品提携会社とした。そして9月1日からは両社の顧客の利便性を図るため、商品券の相互交流を実施。1971年3月12日には、大丸と松坂屋の共同企画第1回「超廉売」を開催。1976年3月まで11回にわたり開催されている。

### 十字屋との提携
1971年、関東・東北地方に30数店舗を展開していた十字屋から要請を受け、大丸は技術協力、商品提携を行い、6月には幹部社員を派遣するなど支援を続けた。1973年10月、大丸、丸紅、富士銀行の3社は十字屋に対するバックアップ体制を強化することになり、大丸は取締役を十字屋に派遣、派遣された取締役は、10月30日に開催された株主総会および取締役会で代表取締役副社長に選任された。なお、その後十字屋はダイエーに株を買い占められ、1982年春、ダイエー傘下となった。

### 天満屋との提携
1972年5月16日、大丸は岡山市の天満屋と商品の相互託送システム利用などを中心とした業務提携を発表。商品提携では9月から、大丸側から紳士服トロージャンおよびジョン・ワイツ、婦人服ジバンシィ・ヌーベル・ブティック、子供服リトルトロージャンなどのオリジナル商品が供給されている。

### その他百貨店との提携
1962年、小田急百貨店（新宿）との商品券の相互利用が始まる。
1971年11月5日、青森県の中三（2024年破産）からの要請に応え、同社が資本金を1億2,500万円から1億7,000万円に増資するに際し、大丸が2000万円を引き受けた。すでに大丸オリジナル商品であるトロージャンやジョン・ワイツなどで商品提携をしていたが、これをさらに進め、両社開発商品の交流などに業務提携を広げることになった。
1975年5月、トロージャンを中心に商品提携を実施していた福岡県の松屋（2004年破産）と業務提携を強化し、大丸のオリジナル商品斡旋拡大、商品券などの相互交流などが開始された。7月1日には徳島市の丸新百貨店（1995年閉店）、11月1日には姫路市の山陽百貨店と直配システムの提携や商品券の相互交流が始まった。
1994年には三越と配送業務提携。東京地区を三越、大阪地区を大丸が担当。翌年には三越と商品提携を行い、相互の商品が各店店頭に並べられた。

### 東急グループとの提携
1972年3月1日、大丸と東京急行電鉄は両社グループの協力・連携を前提に、大丸の副社長だった田中正佐を東急電鉄の役員に選任することで合意。田中は5月に行われた株主総会で専務取締役に就任し、東急グループの流通部門を担当することになり、東急百貨店社長も務めた。その後、両社グループで提携内容を具体化し、翌年8月1日、大阪、京都、神戸の各店で東急不動産との提携による「東急・大丸リビングローン制度」および「東急・大丸インテリア等紹介制度」が発足した。

### 提携店
太字は現在も営業中。それ以外は閉店・他社と合併したもの。
- 中三（五所川原、弘前）※1994年ジャスコ（現・イオン）と提携。
- 十字屋（山形、仙台、足利、千葉、木更津、館山、銚子、藤沢）※1982年春ダイエー傘下に。
- 清水屋（酒田）※1982年ダイエーと提携、1994年中合と合併。
- 大和（金沢、富山、高岡、新潟、長岡、上越）
- 松坂屋
- 山陽百貨店（姫路）※2007年DIAグループ。
- 天満屋（岡山、倉敷、福山、広島）※伊勢丹A・D・O重複加盟。
- 大牟田松屋 ※2004年経営破綻のため閉店。
- 岡政 ※後の長崎大丸。
- 山形屋（鹿児島、宮崎、沖縄）※伊勢丹A・D・O重複加盟。

## 出店を断念した店舗（店名は仮称）
- 浜松店
2001年に閉店した静岡県浜松市の松菱百貨店跡地において、再開発計画が持ち上がり、地元不動産業者のアサヒコーポレーション・浜松市・大丸の三者で出店基本協定を締結。営業面積約34,000m2、地下4階地上9階建の規模で2010年の開店を目指すとしていたが、多量の地下水による難工事を理由に開店の一年延期を発表した。だが実際は、一部の地権者が交渉を強硬に拒否し着工の見通しが立たなかったことが理由であり、後日一部マスメディアでも報道された。これにより大丸は基本合意を解除した。浜松市長も2008年9月の市議会答弁に於いて用地取得の難航を認め、2011年秋の開店は不可能という見解を示した[97]。急激な景気後退による消費不振が表面化する中、2009年1月26日、大丸側も正式に出店断念を発表した[98]。

- 高槻店
1971年、国鉄高槻駅前に建てられる再開発ビルに大阪店の分店として出店を発表[89]。ところが、1974年春の完成予定が3年半を越える大幅な遅れが見込まれるうえ、石油危機による資材高騰を受け、投資額が当初予定の3倍となり採算が見込めなくなったことから、1974年7月に大丸は高槻市に対し出店辞退を申し入れた[89]。1979年に竣工した「グリーンプラザたかつき」2号館には松坂屋高槻店が開店。2010年の大丸と松坂屋の統合に伴い、同年3月1日より大丸京都店の分店となっている[99]。

- 池田店
大阪府池田市で、丸池地方卸売市場移転後に跡地への出店計画があった。しかし、大阪駅増改築に合わせた梅田店の出店に計画変更した。

- 三田店
兵庫県三田市で、1982年に三田駅前に建設される再開発ビル計画が浮上し、大丸の出店が決定するが、1993年に大丸は出店断念を表明[100]。その後、ライバルの阪急百貨店が再開発ビルの保留床を買い取って出店する方針が明らかとなったが、住宅・都市整備公団が同市で進めるウッディタウンへのサティ出店などを理由に、阪急も出店計画を断念したと報じられた。だが、阪急は出店を賃貸方式に見直して、2005年9月15日、再開発ビル「キッピーモール」2階にサテライト店舗に近い形の三田阪急、1階に同社系列スーパーの阪急オアシスを開店した[101]。2020年3月期の三田阪急の売上高は13億6400万円だったが。減少傾向にあるため[102]、阪急オアシスを残し、2階の百貨店部分は2021年8月1日で閉店した[103]。

- 明石店
兵庫県明石市で、計画を進める明石駅前の再開発ビル「アスピア明石」のデベロッパーである竹中工務店から核テナントとして出店を要請され、大丸は再開発組合や竹中工務店と協議を重ねた[82]。しかし、1995年2月に阪神・淡路大震災で甚大な被害を受けた神戸店の再建を優先するため、計画断念を再開発組合に正式に申し入れた[82]。代わって出店を表明したコープこうべも計画中止となり、核店舗を持たない状態で開業した同施設は苦戦している。

- 広島店
1960年代に広島市で、従来の地平施設であった「広島バスセンター」が、土地の有効活用などを目的にビルの建設について検討をし、その提案にそごうや髙島屋と共に出店を申し込んだ。しかし、当初計画で1階にバス施設の配置が計画されていたことで、大丸は店舗へのアプローチが悪いことにより早期に辞退した。1974年に完成した建物には広島そごうが開店。

## 関連会社
- ピーコックストア（旧大丸ピーコック。後に持株会社傘下からイオングループ傘下となり、現在はイオンマーケットとなった。）
- 大丸興業
ダイコー（大丸興業の釣具ブランド。1993年に分社化したが、2003年に大丸興業に吸収。販売終了。）
- J.フロント建装
- ディンプル（人材派遣業） - 90%ほどの株式を外部に売却したが、引き続き10%ほどをJ・フロントが保有。
- 大丸情報センター
- 大丸ホームショッピング
- 八重洲地下街

## 大丸出身の著名人

### 野球部
1960年代は京都と大阪にそれぞれチームを持っていたが、その後京都に統合し、1981年まで活動していた。
- 保井浩一 : 一塁手（1950年東急フライヤーズ）
- 秋本祐作 : 投手（1956年阪急ブレーブス→広島東洋カープ→読売ジャイアンツ）
- 森本達幸 : 投手（1957年奈良県立郡山高等学校監督）
- 足立光宏 : 投手（1959年阪急ブレーブス）
- 小林繁 : 投手（1971年読売ジャイアンツドラフト6位→阪神タイガース）
- 小田真也 : 投手（1981年西武ライオンズドラフト3位）
- 矢野実 : 投手（1981年南海ホークスドラフト3位→オリックス・ブルーウェーブ→福岡ダイエーホークス）
- 岩切英司 : 捕手（1983年阪神タイガースドラフト6位→福岡ダイエーホークス）
- 蒲谷良充
- 坂東利則
- 溝部武夫

### 競泳部
- 古川勝（第16回夏季オリンピックメルボルン大会金メダリスト）
- 後藤忠治（現：セントラルスポーツ社長、第18回夏季オリンピック東京大会出場）

### その他
- サトウサンペイ（漫画家になる前は、宣伝部社員だった）

## 提供番組

### 現在
テレビ
- 毎日放送「せやねん!」2019年10月5日 - 現在。※大丸松坂屋百貨店名義。
- 札幌テレビ「どさんこワイド179」 金曜18時台
- 北海道テレビ「イチオシ!!」木曜16時台ほか

### 過去
テレビ
- 大阪テレビ放送
『大丸ミュージカル・ショーウインドー』（スタジオバラエティ） 1956-1957年 製作 OTV
- 日本教育テレビ・毎日放送
『大丸ピーコック劇場』（アニメ） 1963-1966年 製作 NET/東映動画
・宇宙パトロールホッパ・ハッスルパンチ・海賊王子
後継『大丸名作劇場』（ドラマ）1966-1968年 製作MBS
- 毎日放送[注釈 5]『スタジオ2時』（関西ローカル）
  - 同番組をネット受けしたTBS系列局（開始初期は東北放送・山陽放送・中国放送・テレビ山口・テレビ高知）は放送地域の地元企業・商店を中心とした別のスポンサーがついていた。
- 毎日放送『ミント!』2019年4月1日 - 同年9月24日放送もって降板、上記の「せやねん!」へ移動。関西ローカル火曜 ※『MBSナウ』1976年1月5日 - 2000年9月29日→『VOICE』2000年10月2日- 2019年3月29日の後継番組。大丸松坂屋百貨店に変更後も提供。
- TBS『もしもしスタジオ』1972年4月- 1976年3月 バラエティ
- 日本テレビ『水曜ロードショー』1976-1977年 映画番組
- 朝日放送『ワイドショー・プラスα』⇒『バラエティワイド こんな時α』（関西ローカル）。
  - 西日本地域を中心に同番組をネット受けしたTBS（1975年3月28日まで）・テレビ朝日（1975年3月31日以降）系列局（名古屋テレビ放送・中国放送→広島ホームテレビ・RKB毎日放送→九州朝日放送等）は放送地域の地元企業・商店を中心とした別のスポンサーがついていた（ただし、九州朝日放送では博多大丸がスポンサーだった時期があった）。

ラジオ
- 朝日放送 『ABCディスカバー・サタデー フレンドリー大丸』1972年・大丸サタデースペシャル
- 京都放送『アクションヤング大丸』 京都店屋上で公開録音。
- ラジオ関西『神戸発日曜午後一時』
- ラジオ関東『大丸ミュージックスクエア』町田店、八王子大丸屋上で公開録音 ほか
- 文化放送『ミュージックスクエア 歌の百貨店』